# Your Name – Tên cậu là gì?
Your Name – Tên cậu là gì? (Nhật: 君の名は。 Hepburn: Kimi no Na wa., tựa tiếng Anh: Your Name) là một bộ phim điện ảnh hoạt hình Nhật Bản thuộc thể loại tình cảm lãng mạn, kỳ ảo, chính kịch do Shinkai Makoto làm đạo diễn. Phim do hãng CoMix Wave Films sản xuất và Toho phát hành. Mảng thiết kế nhân vật do Tanaka Masayoshi thực hiện, phần hoạt hình do Ando Masashi chịu trách nhiệm, và ban nhạc rock RADWIMPS phụ trách phần nhạc phim. Một light novel cùng tên, cũng do chính Shinkai viết, đã được xuất bản một tháng trước khi bộ phim công chiếu. Bộ phim kể về Mitsuha – một nữ sinh trung học buồn chán với cuộc sống tẻ nhạt ở vùng thôn quê và Taki – một chàng trai Tokyo – vì một lý do nào đó bị hoán đổi cơ thể trong khi sao chổi thiên niên kỉ đang đến gần. Phim công chiếu lần đầu tại hội nghị Anime Expo 2016 tổ chức ở Los Angeles, California, Hoa Kỳ vào ngày 3 tháng 7 năm 2016 và sau đó công chiếu tại Nhật Bản vào ngày 26 tháng 8 năm 2016. Bộ phim bắt đầu khởi chiếu tại Việt Nam từ ngày 13 tháng 1 năm 2017.
Sau khi phát hành, Your Name – Tên cậu là gì? đã được giới phê bình khen ngợi nhiệt liệt cho cốt truyện và hình ảnh, và cùng với đạo diễn Makoto và ban nhạc Radwipms, đã giành được nhiều đề cử và giải thưởng tại Nhật Bản và cả trên thế giới, bao gồm giải thưởng của Hiệp hội phê bình phim Los Angeles cho phim hoạt hình xuất sắc nhất và giải thưởng Kịch bản xuất sắc nhất 2016 của Viện Hàn lâm Nhật Bản.
Bộ phim cũng trở thành một hiện tượng điện ảnh tại Nhật Bản khi có doanh thu phòng vé cao nhất Nhật Bản năm 2016, là phim có doanh thu cao thứ 4 trong lịch sử Nhật Bản và anime có doanh thu cao thứ 3 lịch sử. Đây cũng là bộ phim Nhật Bản ăn khách nhất mọi thời đại tại các thị trường Trung Quốc, Đài Loan, Hàn Quốc và Thái Lan, và được mệnh danh là kẻ thống trị phòng vé Châu Á năm 2016 khi vị trí đầu bảng xếp hạng doanh thu phòng vé tại các nước và vùng lãnh thổ như Thái Lan, Đài Loan, Hồng Kông, Trung Quốc, Hàn Quốc và Việt Nam cũng do tác phẩm này nắm giữ trong tuần lễ ra mắt. Ngoài ra, thắng lợi của phim còn dẫn đến thành công kỉ lục của nền điện ảnh Nhật Bản trong năm 2016, cũng như sự tăng trưởng mạnh về mặt tài chính của các công ty liên quan trực tiếp và gián tiếp, bao gồm nhà phát hành Toho. Bên cạnh đó, việc sử dụng hình ảnh của các địa danh có thật ngoài đời đã làm bùng nổ thị trường du lịch Nhật Bản khi du khách trong và ngoài nước đổ đến tham quan các địa điểm có thật trong phim.

## Nội dung

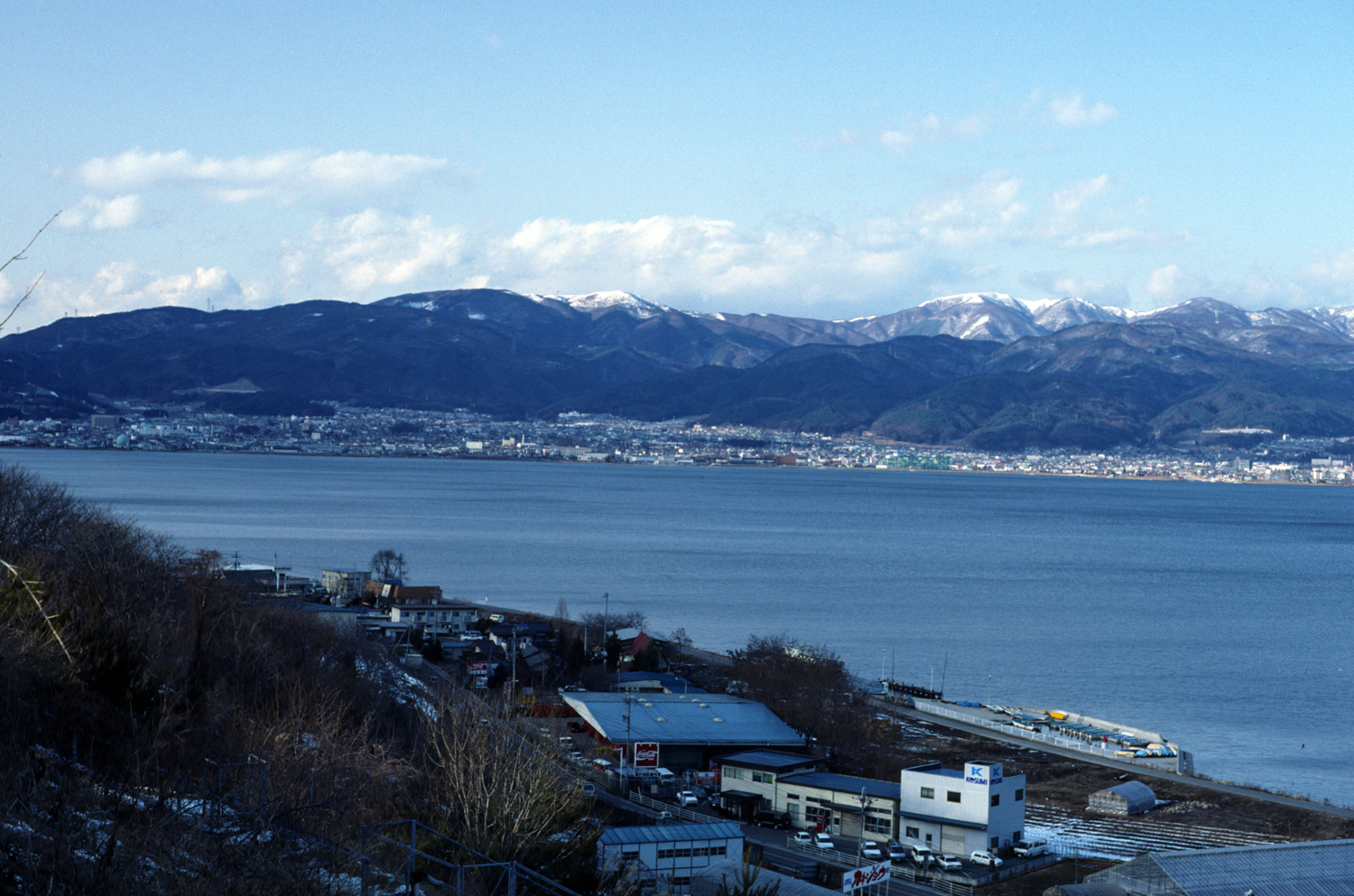
Hồ Suwa, nguyên bản của hồ Itomori trong Your Name. Shinkai cũng lấy cảm hứng về hồ Itomori từ hồ Matsubara ở quê nhà ông.

Mitsuha – một nữ sinh sống tại vùng quê Nhật Bản, chán ngán cuộc sống hiện tại và luôn mong được lên Tokyo sống. Taki – một cậu nam sinh ở Tokyo, làm thêm tại một nhà hàng Ý sau giờ học, thích vẽ vời và quan tâm đến ngành kiến trúc. Cả hai bắt đầu có những giấc mơ kỳ lạ kể từ khi ngôi sao chổi Tiamat huyền thoại xuất hiện trên bầu trời. Trong mơ, Mitsuha mơ thành một cậu nam sinh ở Tokyo còn Taki mơ mình là một cô nữ sinh ở vùng quê Nhật Bản. Và họ nhanh chóng nhận ra mình đã bị hoán đổi cơ thể. Để tránh những rắc rối, họ để lại cho nhau những lời nhắn, những quy định yêu cầu người kia không được làm gì. Mọi việc cứ thế trôi qua, cho đến buổi tối khi ngôi sao chổi đi qua và tách ra một phần rơi xuống Nhật Bản, cũng từ đó Taki phát hiện cậu và Mitsuha không còn hoán đổi cho nhau nữa. Dựa vào những gì nhớ được khi còn trong hình dáng Mitsuha, Taki vẽ lại bức tranh vùng quê nơi Mitsuha sinh sống. Cậu cùng 2 người bạn Tsukasa và Okudera lên đường đi tìm đến giấc mơ của mình. Do không có dữ kiện gì ngoài bức tranh Taki vẽ nên họ không thể tìm ra nơi ấy. May mắn thay, khi nghỉ chân trong tiệm mì Ramen, có người đã nhận ra thị trấn bên bờ hồ trong bức tranh là Itomori – nơi mà 3 năm trước đã xảy ra một vụ rơi thiên thạch khiến hơn 500 người chết, điều đó cũng đồng nghĩa với việc Mitsuha không còn nữa.
Khi tới nơi, Itomori chìm trong đổ nát, nằm cạnh một hồ nước và một hố thiên thạch khổng lồ. Đêm ấy, Taki nhận ra mình đã quên mất tên của Mitsuha, những dòng nhật ký, những ghi chú của Mitsuha cũng biến mất khỏi điện thoại. Cậu cũng không nhớ vì sao mình có chiếc vòng tay làm bằng dây buộc mà cậu vẫn đeo như bùa hộ mệnh. Thời gian của Mitsuha và Taki bị lệch nhau 3 năm. Lý do Taki có chiếc vòng tay là 3 năm trước (thời điểm của Mitsuha, tức năm 2013), Mitsuha đã đi tàu đến Tokyo để gặp Taki, nhưng khi ấy, do Taki chưa quen cô nên không biết cô là ai. Mitsuha buồn bã bước xuống tàu, Taki gọi với: "Tên cậu là gì?", Mitsuha rút chiếc dây buộc tóc, đưa cho Taki, "Tớ là Mitsuha". Taki dùng chiếc dây ấy làm vòng tay và đeo trong suốt 3 năm.

Áp phích phim tại Hàn Quốc mô tả cảnh cao trào trong phim khi nhân vật Taki và Mitsuha gặp nhau trên núi. Đây là áp phích được thiết kế đặc biệt để chào mừng sự kiện bộ phim vượt qua mốc 3 triệu người xem, trở thành phim Nhật Bản ăn khách nhất Hàn Quốc.

Sáng hôm sau, Taki để lại lời nhắn cho hai người bạn rồi một mình đi tới thần xã nhỏ nằm trong một cái hang, nơi mà cậu đã được bà của Mitsuha dẫn tới để dâng lên thần linh rượu kuchikamizake (口噛み酒 (Khẩu giảo tửu) hay "Thánh tửu" theo bản dịch tại Việt Nam) – thứ mà bà bảo là "một phần cơ thể của Mitsuha nằm trong đó". Trong hang, Taki tìm thấy chai kuchikamizake của Mitsuha đã bám đầy rêu, cậu mở nắp uống một ngụm. Lập tức, Taki nhìn thấy toàn bộ ký ức của Mitsuha từ khi cô chào đời, sau đó hai người lại được hoán đổi một lần nữa, Taki biến thành Mitsuha ba năm trước. Taki được bà của Mitsuha kể rằng, cả bà và mẹ của Mitsuha đều đã trải qua chuyện nằm mơ trở thành ai đó, tất cả người nhà Miyamizu tiếp quản thần xã Miyamizu đều có khả năng này. Để cứu người dân thị trấn Itomori khỏi thảm họa thiên thạch, Taki (trong hình dạng Mitsuha) cùng hai người bạn của Mitsuha là Sayaka và Teshi lập kế hoạch sơ tán mọi người đến nơi an toàn, tuy nhiên kế hoạch đổ vỡ khi bố của Mitsuha phát hiện và ngăn cản.
Taki (trong thân xác Mitsuha) chạy đến cái hang mà Mitsuha (trong thân xác Taki) đang ở đó (tại thời điểm hiện tại, tức năm 2016). Taki và Mitsuha gặp nhau, thân xác của họ hoán đổi trở lại. Để không quên mất nhau, họ viết tên mình lên tay người kia, nhưng thay vì viết tên mình, Taki lại viết là "TỚ THÍCH CẬU". Taki đã viết xong, nhưng khi Mitsuha vừa cầm bút, cô ngay lập tức quay trở về quá khứ, chiếc bút rơi xuống đất. Một lần nữa, tên của Mitsuha lại nhanh chóng tan biến trong đầu Taki.
Tại thời điểm ba năm trước, Mitsuha chạy đến chỗ bố cô, cố gắng thuyết phục ông rời thị trấn, còn tên của Taki cũng phai dần trong ký ức của Mitsuha...
Sao chổi lướt qua bầu trời, một mảnh lìa ra và rơi xuống thị trấn...
Năm năm sau (kể từ thời điểm của Taki, tức khoảng năm 2021), Taki đã là một sinh viên ra trường đang tìm việc. Trong suốt 5 năm qua, Taki không hiểu vì sao mình luôn có cảm giác bứt rứt, luôn nhớ tới một người, luôn chờ đợi một người mà cậu không biết là ai. Cậu quan tâm đến vụ rơi thiên thạch ở Itomori, nhưng không biết vì sao mình lại quan tâm nhiều đến thế.

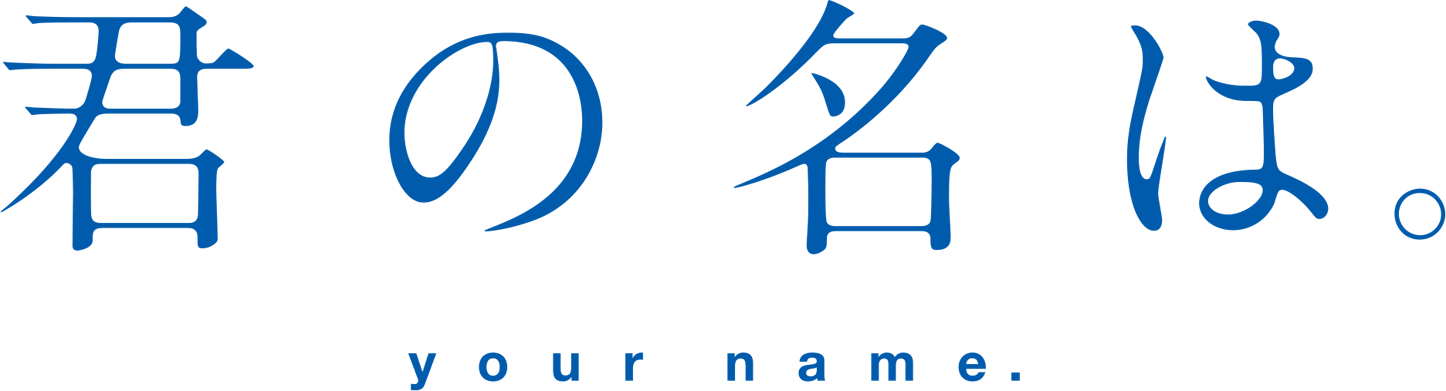
"Kimi no Na wa." – tiêu đề của bộ phim, cũng là một câu thoại trong phim

Sau khi xem lại những bài báo năm xưa, Taki phát hiện ra: vào năm xảy ra vụ rơi thiên thạch, đã có một kỳ tích, tất cả mọi người ở Itomori hầu như đều bình an vô sự vì thật tình cờ, đúng ngày hôm đó, người dân Itomori có một buổi diễn tập sơ tán.
Bước vào quán cafe, Taki gặp Sayaka và Teshi đi cùng nhau, họ chuẩn bị kết hôn.
Kết thúc phim, Taki nhìn thấy Mitsuha trên tàu, cả hai rời tàu khi dừng ở ga và chạy đi tìm nhau. Taki và Mitsuha gặp nhau ở bậc thang trên phố, cả hai có chung một thắc mắc mình đã gặp người kia bao giờ chưa, rồi cả hai cùng cất tiếng: "Kimi no namae wa?" (Tên anh/em là gì vậy?).

## Nhân vật
| Nhân vật | Lồng tiếng         | Lồng tiếng            | Lồng tiếng          | Lồng tiếng        | Lồng tiếng | Lồng tiếng |
| Nhân vật | Tiếng Nhật         | Tiếng Anh             | Tiếng Pháp          | Tiếng Ý           |            |            |
| --- | ------------------ | --------------------- | ------------------- | ----------------- | ---------- | ---------- |
| Tachibana Taki (立花 瀧 (Lập Hoa Lung)) | Kamiki Ryunosuke   | Michael Sinterniklaas | Yoann Borg          | Manuel Meli       |            |            |
| Một học sinh trung học tốt bụng nhưng hơi nóng tính và có niềm đam mê kiến trúc. Diễn viên lồng tiếng Kamiki Ryunosuke tự nhận mình là fan hâm mộ nhiệt thành của đạo diễn Makoto, và đã rất bất ngờ khi được ông chọn để lồng tiếng cho nhân vật Taki. Đạo diễn cũng nhận xét Ryunosuke là người biết lắng nghe và có đôi tai cảm thụ âm thanh và giọng nói rất tốt. Tuy nhiên, Ryunosuke thừa nhận rằng những đoạn hoán đổi với Mitsuha đã gây khó khăn cho anh khá nhiều và anh đã phải xin lời khuyên của Shinkai Makoto để giúp định hướng đúng cho mình. Kamiki Ryunosuke đã giành giải thưởng "Diễn viên nam chính xuất sắc nhất" tại giải Seiyu Awards lần thứ 11 cho vai diễn này. |                    |                       |                     |                   |            |            |
| Miyamizu Mitsuha (宮水 三葉 (Cung Thủy Tam Diệp)) | Kamishiraishi Mone | Stephanie Sheh        | Alice Orsat         | Emanuela Ionica   |            |            |
| Một nữ sinh trung học ở vùng quê, nhưng ước mơ một ngày nào đó được đến sống ở Tokyo. Shinkai Makoto cho rằng ban đầu nhân vật Mitsuha chỉ được ông khắc hoạ rất mơ hồ, nhưng chính diễn viên Kamishiraishi Mone đã giúp định hình cho nhân vật này. Đạo diễn cũng cho biết ông từng dự định sẽ cho Mitsuha một mối tình đơn phương, nhưng nhà sản xuất Kawamura đã phản đối ý tưởng này vì sẽ khiến khán giả mất hứng, nên ông đã chuyển tình tiết này sang nhân vật Taki. Kamishiraishi Mone đã giành giải thưởng "Diễn viên nữ chính xuất sắc nhất" tại giải Seiyu Awards lần thứ 11 cho vai diễn này.                                                                                   |                    |                       |                     |                   |            |            |
| Okudera Miki (奥寺 ミキ (Áo Tự Miki)) | Nagasawa Masami    | Laura Post            | Fanny Blanchard     | Ludovica Bebi     |            |            |
| Người đàn chị xinh đẹp và chín chắn ở nơi làm thêm của Taki. |                    |                       |                     |                   |            |            |
| Miyamizu Hitoha (宮水 一葉 (Cung Thủy Nhất Diệp)) | Ichihara Etsuko    | Glynis Ellis          | Charlotte Hennequin | Lorenza Biella    |            |            |
| Bà nội của Mitsuha. |                    |                       |                     |                   |            |            |
| Teshigawara Katsuhiko (勅使河原 克彦 (Sắc Sử Hà Nguyên Khắc Ngạn)) (Teshi hay Tessie) | Narita Ryo         | Kyle Hebert           | Alexis Flamant      | Fabrizio Russotto |            |            |
| Bạn thân cùng lớp với Mitsuha. Cậu có quan hệ gần gũi với Sayaka. Shinkai Makoto cho biết nhân vật Tessie dựa trên tuổi thơ ông, vì cũng giống như nhân vật này, cha mẹ của ông từng điều hành một công ty xây dựng ở làng và đã từng mong muốn ông tiếp quản việc kinh doanh của gia đình. |                    |                       |                     |                   |            |            |
| Natori Sayaka (名取 早耶香 (Danh Thủ Tảo Da Hương)) | Yūki Aoi           | Cassandra Morris      | Audrey Di Nardo     | Elena Perino      |            |            |
| Bạn thân cùng lớp với Mitsuha. Cô có quan hệ gần gũi với Teshigawara. |                    |                       |                     |                   |            |            |
| Fujii Tsukasa (藤井 司 (Đằng Tỉnh Ty)) | Shimazaki Nobunaga | Ben Pronsky           | Sullivan Da Silva   | Emanuele Ruzza    |            |            |
| Bạn thân cùng lớp với Taki. |                    |                       |                     |                   |            |            |
| Takagi Shinta (高木 真太 (Cao Mộc Chân Thái)) | Ishikawa Kaito     | Ray Chase             | Brice Montagne      | Gabriele Tacchi   |            |            |
| Bạn thân cùng lớp với Taki. |                    |                       |                     |                   |            |            |
| Miyamizu Yotsuha (宮水 四葉 (Cung thủy Tứ Diệp)) | Tani Kanon         | Catie Harvey          | Julie Claude        | Giorgia Ionica    |            |            |
| Em gái Mitsuha. |                    |                       |                     |                   |            |            |
| Miyamizu Toshiki (宮水 俊樹 (Cung Thủy Tuấn Thụ)) | Terasoma Masaki    | Scott Williams        |                     | Gerolamo Alchieri |            |            |
| Người bố nghiêm khắc của Mitsuha và là thị trưởng của thành phố. |                    |                       |                     |                   |            |            |
| Yukino Yukari (雪野 百香里 (Tuyết Dã Bách Hương Lí)) | Hanazawa Kana      | Katy Vaughn           |                     | Chiara Colizzi    |            |            |
| Giáo viên ở trường học của Mitsuha. Yukari cũng chính là nhân vật chính trong Vườn ngôn từ, tác phẩm trước của Shinkai Makoto. Khi được hỏi về sự xuất hiện của nhân vật Yukino Yukari, đạo diễn Makoto đùa rằng lý do là để ông có thể được gặp lại diễn viên lồng tiếng Hanazawa Kana, và sau đó trả lời ông muốn thêm vào một "fan service" để tri ân những người hâm mộ đã luôn đồng hành với ông từ những tác phẩm trước. |                    |                       |                     |                   |            |            |
| Akizuki Takao (秋月 孝雄 (Thu Nguyệt Hiếu Hùng)) |                    |                       |                     |                   |            |            |
| Takao cũng là nhân vật chính trong Vườn ngôn từ, tác phẩm trước của Shinkai Makoto. Tuy nhiên cậu chỉ xuất hiện trong chưa đầy 1 giây Để ăn mừng sự kiện tác phẩm Your Name được công chiếu trên đài truyền hình Nhật, Makoto Shinkai chính thức hé lộ thời điểm xuất hiện của Takao trên trang Tweet của mình. Tweet của ông đã đạt 2,7 triệu lượt xem và 106 nghìn lượt thích chỉ trong 2 ngày. |                    |                       |                     |                   |            |            |

## Sản xuất

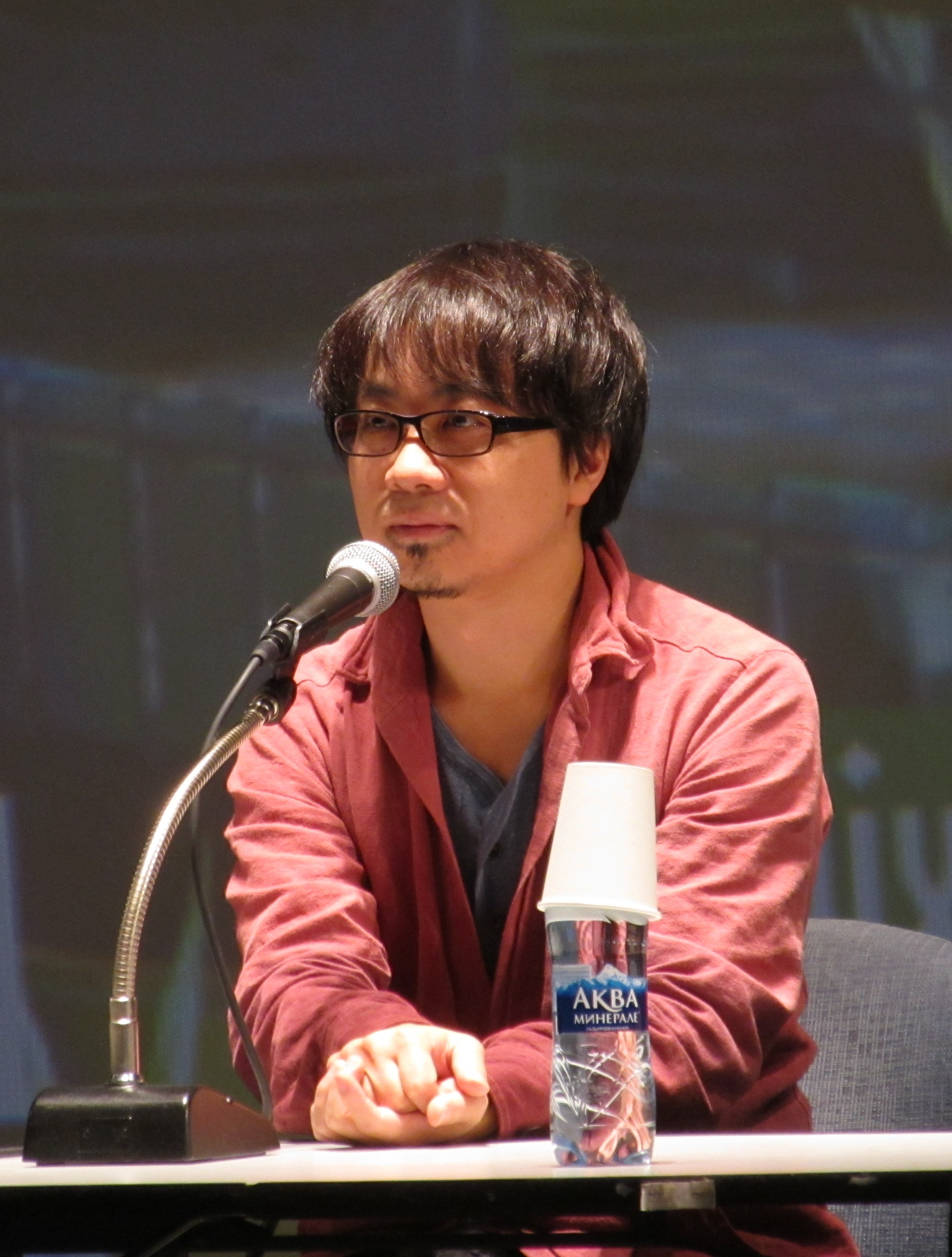
Shinkai Makoto, đạo diễn phim

### Cảm hứng
Shinkai Makoto bắt đầu viết kịch bản cho bộ phim từ mùa xuân năm 2014. Đạo diễn xác nhận đoạn phim quảng cáo cho tập đoàn giáo dục Z-Kai Crossroad do ông thực hiện hồi năm 2014 chính là một trong những khởi điểm của Your Name. Ngoài ra, ông đã lấy cảm hứng từ các tác phẩm Inside Mari của Shūzō Oshimi, Ranma ½, tiểu thuyết thời Heian Torikaebaya Monogatari, và truyện ngắn The Safe-Deposit Box của Greg Egan. Đạo diễn Makoto cũng cho biết ông lấy ý tưởng từ những bài thơ cổ của nữ thi sĩ Ono no Komachi mô tả về việc gặp gỡ tình nhân trong giấc mộng, nhưng khi tỉnh giấc thì bà lại cảm thấy buồn rầu. Nền tảng của câu chuyện là mối quan hệ giữa một chàng trai và một cô gái, và Shinkai Makoto không muốn họ gặp nhau ở đầu phim, nhưng là ở đoạn cuối; các yếu tố về khoa học giả tưởng hay kì ảo chỉ được sử dụng để củng cố câu chuyện. Ý tưởng về sợi dây bện kết nối hai nhân vật chính được dựa trên truyền thuyết về sợi dây tơ hồng trong văn hóa Á Đông. Thảm hoạ sao chổi trong phim được dựa trên trận động đất tại Nhật vào năm 2011, ngoài ra vụ lật phà Sewol vào năm 2014 cũng gây chấn động đến đạo diễn Makoto, và ông đã đưa tình tiết những người có trách nhiệm trên phà yêu cầu người dân "ở yên tại chỗ" vào trong phim. Makoto cho biết sau thảm họa năm 2011, động lực làm phim của ông đã thay đổi và ông muốn viết một câu chuyện về sự phục hồi sau thảm họa, vì như một câu thoại trong phim, "Tokyo có thể sẽ biến mất vào ngày mai". Ông cũng thừa nhận rằng khi viết kịch bản, ông đã chịu ảnh hưởng từ phim Hố đen tử thần của Christopher Nolan và Người yêu tôi là ai? của Hàn Quốc.

### Thực hiện

Trong phác thảo ban đầu, Mitsuha mặc áo khoác thay vì đồng phục mùa hè. Gương mặt của hai nhân vật cũng được thể hiện sắc bén hơn.

Phác thảo sơ bộ của phim được Shinkai Makoto gửi đến nhà phân phối Toho vào ngày 14 tháng 7 năm 2014 với tựa phim ban đầu là Yume to Shiriseba (夢と知りせば Nếu biết đó chỉ là mơ). Tựa phim sau đó dần dần được đổi thành Kimi no Musubime (きみの結びめ Mối liên kết của cậu) và Kimi wa Kono Sekai no Hanbun (きみはこの世界のはんぶん Cậu là một nửa thế giới này) trước khi mang tên gọi cuối cùng là Kimi no Na Wa.
Đạo diễn Makoto đã mời nhà thiết kế hoạt hình Tanaka Masayoshi tham gia sản xuất bộ phim này sau khi họ hợp tác với nhau trong bộ phim ngắn Crossroad trước đó. Theo Shinkai Makoto, ông đã được một họa sĩ ở CoMix Wave Films giúp liên hệ với Ando Masashi, hoạ sĩ hoạt hình mà Shinkai ngưỡng mộ, và Ando đã chấp nhận tham gia sản xuất bộ phim sau vài tháng suy nghĩ. Tuy nhiên, nhóm chịu trách nhiệm phần hoạt hoạ của phim, do Ando Masashi dẫn đầu, chỉ mới được thành lập 2 năm trước khi bộ phim phát hành, đã không có đủ thời gian và kinh phí để hoàn thành tất cả ý tưởng của đạo diễn, bao gồm các yếu tố kĩ thuật và thiết kế màu sắc. Mảng sáng tạo và kịch bản còn có sự tham gia góp ý của nhà sản xuất Kawamura Genki đến từ công ty Toho. Về phần kinh doanh, Shinkai Makoto đã nhận được sự hỗ trợ của nhà sản xuất Kawaguchi Noritaka, người đã cộng tác với ông từ khi sản xuất Tiếng gọi từ vì sao xa vào năm 2002. Ngoài ra, phía chính phủ Nhật Bản cũng tài trợ cho bộ phim thông qua chương trình hỗ trợ văn hóa và nghệ thuật của phòng Văn hóa, Bộ Giáo dục, Văn hóa, Thể thao, Khoa học và Công nghệ.
Đạo diễn Makoto, nhà sản xuất Genki và nhóm hỗ trợ đã có những cuộc họp 4 tuần một lần trong vòng 6 tháng để bàn luận và sửa đổi về phần kịch bản. Kawamura Genki đã đề nghị Shinkai rút gọn phân đoạn ở thị trấn Itomori xuống còn 15 phút để tránh nhàm chán. Kịch bản phân cảnh (storyboard) được làm bằng phần mềm Storyboard Pro của hãng Toonboom. Shinkai Makoto bắt đầu thực hiện một phân cảnh bằng cách lập kịch bản phân cảnh và tự mình lồng tiếng cho đoạn hội thoại. Shinkai sau đó gửi kịch bản phân cảnh của mình cho đội ngũ hoạt hình, những người sẽ chuyển thể nó thành ảnh động. Your Name có trên 1600 đoạn cắt cảnh, trong đó có 180 đoạn sử dụng kĩ xảo vi tính 3D, với 2/3 trong số đó được chính trưởng bộ phận kĩ xảo vi tính Yoshitaka Takeuchi đích thân thực hiện. Ban đầu Yoshitaka sử dụng phần mềm Autodesk Softimage, nhưng vì phần mềm này đã bị chấm dứt và kết hợp vào 3ds Max hồi 2015 nên cuối cùng ông đã chuyển sang sử dụng Pencil + của Psoft. Quá trình kết xuất đồ họa được thực hiện bởi 5-6 máy tính sử dụng trình kết xuất đường quét màn hình tiêu chuẩn và Autodesk Backburner. Phần mềm Agisoft PhotoScan cũng được sử dụng để tạo các vật thể 3D. Phân cảnh nhân vật Taki uống rượu và rơi vào trạng thái mơ ảo ở gần cuối phim được đạo diễn Makoto giao cho họa sĩ tranh Nhật Bản cổ điển Shinomiya Yoshitoshi chịu trách nhiệm, vì ông muốn phân cảnh đó khác biệt hoàn toàn so với phần còn lại của bộ phim. Còn phân cảnh Mitsuha nhảy múa ở đền Miyamizu được dàn dựng bởi một kĩ thuật làm phim tương tự như rotoscope, bằng cách ghi lại chuyển động của diễn viên kịch kabuki Nakamura Ichitaro khi ông biểu diễn bài nhảy miko-mai.
Mặc dù thị trấn Itomori trong phim là một địa danh hư cấu, bộ phim đã lấy cảm hứng từ các địa danh thực tế làm bối cảnh cho thị trấn, bao gồm thành phố Hida ở tỉnh Gifu và thư viện thành phố Hida. Nhà hàng Ý mà nhân vật Taki làm việc có tên tiếng Ý là "'Il giardino delle parole", nghĩa là "Vườn ngôn từ", tên tác phẩm trước đây của Shinkai. Đạo diễn cho biết "trứng phục sinh" này không phải là ý tưởng của mình nhưng đã được thêm vào bởi một trong những hoạ sĩ phong cảnh tham gia quá trình sản xuất. Shinkai Makoto cũng thừa nhận rằng cảnh Mitsuha làm thánh tửu chứa đựng yếu tố gợi dục ẩn mà ông cố ý sử dụng, tương tự như cảnh chạm vào bàn chân xuất hiện trong Vườn ngôn từ.

## Âm nhạc
Yojiro Noda, giọng ca chính của ban nhạc RADWIMPS, là giám đốc âm nhạc cho Your Name – Tên cậu là gì?. Đạo diễn Makoto đã làm việc cùng với ban nhạc trong suốt 18 tháng, mặc dù ban nhạc RADWIMPS trước đó chưa từng sáng tác nhạc cho bất cứ bộ phim nào. Ông đã yêu cầu Noda làm sao cho phần âm nhạc "bổ trợ thêm cho các đoạn đối thoại và độc thoại của nhân vật". Ban đầu Noda đã sáng tác đến 10 bài hát, nhưng chỉ có bốn bài hát có lời bên cạnh 22 bài nhạc không lời được sử dụng trong phim, đó là:
- "Yumetōrō'" (夢灯籠 "Đèn lồng ước mơ"?)
- "Zenzenzense" (前前前世 "Vạn kiếp trước"?)[59]
- "Sparkle" (スパークル Supākuru?, "Chói sáng")[60]
- "Nandemonaiya" (なんでもないや "Chẳng là gì cả"?)[59]

Các bài hát trong phim cũng được chuyển sang phiên bản tiếng Anh khi Funimation phát hành bộ phim này ở Bắc Mỹ. Album Kimi no Na Wa. (English edition) (君の名は。English edition) với phiên bản kỹ thuật số được phát hành trên các trang web phân phối tại Nhật từ ngày 27 tháng 1 năm 2017, và phiên bản CD được phát hành vào ngày 22 tháng 2. Trailer cho album được đăng tải trên YouTube vào ngày 15 tháng 2, một tuần trước khi ra mắt album.
- "Dream lantern (bản tiếng Anh)"
- "Zenzenzense (bản tiếng Anh)"
- "Sparkle (bản tiếng Anh)"
- "Nandemonaiya (bản tiếng Anh)"

Âm nhạc của bộ phim được đón nhận tích cực bởi cả khán giả và giới phê bình và được xem là một trong những yếu tố góp phần vào sự thành công của bộ phim tại các phòng vé. Album nhạc phim là á quân trong hạng mục "Nhạc phim xuất sắc nhất" tại Giải thưởng Anime Newtype năm 2016, trong khi bài hát "Zenzenzense" là á quân ở hạng mục "Bài hát chủ đề hay nhất". "Zenzenzense (phiên bản trong phim)" là video âm nhạc tiếng Nhật có lượng người xem cao thứ hai trên YouTube trong năm 2016, xếp sau "PPAP (Pen-Pineapple-Apple-Pen)". Tại lễ trao Giải Viện Hàn lâm Nhật Bản lần thứ 40, RADWIMPS đã nhận giải thưởng cho hạng mục "Nhạc phim xuất sắc nhất". Ban nhạc này còn chiến thắng tại Giải thưởng Âm nhạc SPACE SHOWER 2017 với hai hạng mục "Nghệ sĩ của năm" và "Nghệ sĩ Rock xuất sắc nhất". Nhóm nhạc  RADWIMPS đã góp mặt trong chương trình đón mừng năm mới 2017 Kohaku Uta Gassen của đài NHK, chương trình âm nhạc có tỉ suất người xem cao nhất Nhật Bản. Họ là nhóm nhạc duy nhất biểu diễn bài hát chủ đề cho phim anime tham gia vào chương trình của năm này.

## Quảng bá
Vào ngày đầu năm mới 2015, Shinkai Makoto thông báo trên blog của mình rằng ông đang thực hiện một bộ phim mới. Tên phim lần đầu tiên được công bố tới công chúng vào tháng 12 năm 2015, khi trang web chính thức của bộ phim ra mắt kèm với một video teaser, bên cạnh một video khác tóm tắt sự nghiệp làm phim của Shinkai Makoto. Hình ảnh về các nhân vật chính được tiết lộ vào tháng 3 năm 2016. Sau đó một tháng, trailer chính thức của bộ phim cũng được ra mắt. Vào đầu tháng 8, Toho đã đăng tải các đoạn phim quảng cáo truyền hình về bộ phim. Bên cạnh đó, các quảng cáo liên kết với sản phẩm nước khoáng vị sữa chua của Suntory do chính Shinkai Makoto đạo diễn cũng được ra mắt.

## Phát hành

### Chiếu rạp
Theo dự kiến ban đầu của nhà phát hành Toho, Your Name – Tên cậu là gì? sẽ thu về từ 1 tỷ, 1,5 tỷ đến 2 tỷ yên, nên họ quyết định ra mắt bộ phim vào cuối hè, tránh xung đột với bom tấn Sự hồi sinh: Shin Godzilla cũng do Toho phát hành vào mùa hè. Phim được ra mắt chính thức vào ngày 26 tháng 8 năm 2016. Sau thành công bất ngờ vào tuần ra mắt của bộ phim, Toho đã nâng mức dự đoán doanh thu lên 6 tỷ yên, nhưng cuối cùng mức dự đoán này cũng bị phá vỡ chỉ trong 3 tuần. Phiên bản IMAX cũng bắt đầu công chiếu giới hạn trong 2 tuần từ ngày 13 tháng 1. Một số rạp tại Nhật sẽ công chiếu Your Name – Tên cậu là gì? sử dụng các bài hát phiên bản tiếng Anh trong 2 tuần từ ngày 28 tháng 1. Trước đó, Crossroad, đoạn phim quảng cáo tiền đề cho Your Name, đã được chiếu kèm theo tại các rạp của TOHO cinema cho đến ngày 2 tháng 12 năm 2016.
Trước đó, bộ phim đã được trình chiếu tại hội nghị Anime Expo ở Los Angeles, California vào ngày 3 tháng 7 năm 2016. Theo Los Angeles Times, người hâm mộ đã cắm trại qua đêm vào tối thứ bảy để giữ ghế chờ đợi buổi ra mắt của bộ phim vào ngày chủ nhật hôm sau.
| Danh sách các sự kiện có trình chiếu bộ phim | Danh sách các sự kiện có trình chiếu bộ phim             | Danh sách các sự kiện có trình chiếu bộ phim | Danh sách các sự kiện có trình chiếu bộ phim |
| Địa điểm                                     | Tên sự kiện                                              | Ngày công chiếu                              | Nguồn                                        |
| -------------------------------------------- | -------------------------------------------------------- | -------------------------------------------- | -------------------------------------------- |
| Hoa Kỳ: Los Angeles                          | Anime Expo, 2016                                         | 3 tháng 7 năm 2016                           | [ 89 ]                                       |
| Nhật Bản: Tokyo                              | Sự kiện ra mắt                                           | 7 tháng 7 năm 2016                           | [ 91 ]                                       |
| Tây Ban Nha: San Sebastián                   | Liên hoan phim quốc tế Donostia-San Sebastián lần thứ 64 | 22-24 tháng 9 năm 2016                       | [ 92 ]                                       |
| Hàn Quốc: Busan                              | Liên hoan phim quốc tế Busan lần thứ 21                  | 9, 12, 15 tháng 10 năm 2016                  | [ 93 ]                                       |
| Anh Quốc: Luân Đôn                           | Festival Film BFI Luân Đôn lần thứ 60                    | 14-16 tháng 10 năm 2016                      | [ 94 ] [ 95 ]                                |
| Anh Quốc: Skotlandia                         | Scotland Loves Animation                                 | 22 tháng 10 năm 2016                         | [ 96 ]                                       |
| Hàn Quốc: Bucheon                            | Liên hoan phim quốc tế Bucheon lần thứ 18                | 23 tháng 10 năm 2016                         | [ 97 ]                                       |
| Nhật Bản: Tokyo                              | Liên hoan phim quốc tế Tokyo lần thứ 29                  | 27 tháng 10 năm 2016                         | [ 98 ]                                       |
| Anh Quốc: Skotlandia                         | Liên hoan phim Discovery, 2016                           | 6-24 tháng 11 năm 2016                       | [ 99 ]                                       |
| Hoa Kỳ: Hawaii                               | Liên hoan phim quốc tế Hawaii lần thứ 36                 | 13 tháng 11 năm 2016                         | [ 100 ]                                      |
| Thụy Điển: Stockholm                         | Liên hoan phim quốc tế Stockholm lần thứ 27              | 20 tháng 11 năm 2016                         | [ 101 ]                                      |
| Argentina: Mar del Plata                     | Liên hoan phim quốc tế Mar del Plata lần thứ 31          | 26-27 tháng 11 năm 2016                      | [ 102 ]                                      |
| México: Ciudad de México                     | Expo Japan MX                                            | 3-4 tháng 12 năm 2016                        | [ 103 ]                                      |
| UAE: Dubai                                   | Liên hoan phim quốc tế Dubai lần thứ 13                  | 18 tháng 2 năm 2017                          | [ 104 ]                                      |
| Canada: Toronto                              | Liên hoan phim quốc tế Toronto                           | 9-14 tháng 12 năm 2016                       | [ 105 ]                                      |
| Hoa Kỳ: New York                             | Liên hoan phim thiếu nhi quốc tế New York lần thứ 20     | 24 tháng 2-19 tháng 3 năm 2017               | [ 106 ] [ 107 ]                              |
| Bỉ: Bruxelles                                | Liên hoan phim Anima 2017                                | 24 tháng 2-5 tháng 3 năm 2017                | [ 108 ]                                      |
| Hà Lan: Holland                              | Liên hoan phim Hoạt hình Holland lần thứ 20              | 24 – 25 tháng 3 năm 2017                     | [ 109 ] [ 110 ]                              |
| Phần Lan: Helsinki                           | Liên hoan phim Season 2017                               | 2 tháng 4 năm 2017                           | [ 111 ]                                      |
| Ba Lan: Bydgoszcz                            | Liên hoan phim hoạt hình Animocje 2017                   | 28 tháng 4 năm 2017                          | [ 112 ]                                      |
| Ý: Napoli                                    | Napoli COMICON 2017                                      | 30 tháng 4 năm 2017                          | [ 113 ] [ 114 ]                              |
| Đan Mạch: Viborg                             | Viborg Animation Festival 2017                           | 25 tháng 9 năm 2017                          | [ 115 ]                                      |
| Nam Phi: Cape Town                           | Cape Town Animation Festival 2019                        | 8-10 tháng 3 năm 2019                        | [ 116 ]                                      |

Bản đồ các nước và vùng lãnh thổ đã công chiếu

Tại Việt Nam, bộ phim do hãng CJ CGV phát hành từ ngày 13 tháng 1 năm 2017. Đây là bộ phim đầu tiên mang nhãn C13 kể từ khi hệ thống phân loại phim mới được áp dụng tại Việt Nam.
| Danh sách các nước và vùng lãnh thổ công chiếu | Danh sách các nước và vùng lãnh thổ công chiếu | Danh sách các nước và vùng lãnh thổ công chiếu | Danh sách các nước và vùng lãnh thổ công chiếu | Danh sách các nước và vùng lãnh thổ công chiếu |
| Quốc gia/vùng lãnh thổ                         | Nhà phân phối                                  | Tên địa phương                                 | Ngày phát hành                                 | Nguồn                                          |
| ---------------------------------------------- | ---------------------------------------------- | ---------------------------------------------- | ---------------------------------------------- | ---------------------------------------------- |
| Nhật Bản                                       | Toho                                           | 君の名は。                                     | 26 tháng 8 năm 2016                            | [ 119 ]                                        |
| Đài Loan                                       | ifilm [tw]                                     | 你的名字                                       | 21 tháng 10 năm 2016                           | [ 120 ]                                        |
| Singapore                                      | Purple Plan                                    | 你的名字                                       | 3 tháng 11 năm 2016                            | [ 121 ]                                        |
| Thái Lan                                       | M Pictures                                     | หลับตาฝัน ถึงชื่อเธอ                                | 10 tháng 11 năm 2016                           | [ 122 ] [ 123 ]                                |
| Hồng Kông                                      | Neofilms                                       | 你的名字。                                     | 11 tháng 11 năm 2016                           | [ 124 ]                                        |
| Ma Cao                                         | Neofilms                                       | 你的名字。                                     | 11 tháng 11 năm 2016                           | [ 124 ]                                        |
| Úc                                             | Madman Entertainment                           | Your Name                                      | 24 tháng 11 năm 2016                           | [ 125 ]                                        |
| Anh Quốc                                       | Anime Limited                                  | Your Name                                      | 24 tháng 11 năm 2016                           | [ 126 ]                                        |
| Ireland                                        | Anime Limited                                  | Your Name                                      | 24 tháng 11 năm 2016                           | [ 126 ]                                        |
| New Zealand                                    | Madman Entertainment                           | Your Name.                                     | 1 tháng 12 năm 2016                            | [ 125 ]                                        |
| Trung Quốc                                     | Beijing Enlight Pictures                       | 你的名字。                                     | 2 tháng 12 năm 2016                            | [ 127 ]                                        |
| Indonesia                                      | Encore Films                                   | Your Name.                                     | 7 tháng 12 năm 2016                            | [ 128 ]                                        |
| Malaysia                                       | Purple Plan                                    | Kimi no Na wa.                                 | 8 tháng 12 năm 2016                            | [ 129 ]                                        |
| Philippines                                    | Pioneer Films                                  | Kimi no Na wa.                                 | 14 tháng 12 năm 2016                           | [ 130 ]                                        |
| Pháp                                           | Eurozoom                                       | Your Name.                                     | 28 tháng 12 năm 2016                           | [ 131 ]                                        |
| Hàn Quốc                                       | Media Castle                                   | 너의 이름은.                                   | 5 tháng 1 năm 2017                             | [ 132 ]                                        |
| Việt Nam                                       | Encore Films                                   | Your Name – Tên cậu là gì?                     | 13 tháng 1 năm 2017                            | [ 9 ]                                          |
| Campuchia                                      | JaiKon Cambodia                                | បិទភ្នែកសុបិន នឹកដល់ឈ្មោះអ្នក                             | 23 tháng 2 năm 2017                            | [ 133 ]                                        |
| Ý                                              | Nexo Digital                                   | Your Name.                                     | 23 tháng 1 năm 2017                            | [ 134 ]                                        |
| Hoa Kỳ                                         | Funimation                                     | Your Name                                      | 7 tháng 4 năm 2017                             | [ 135 ] [ 136 ]                                |
| Canada                                         | Funimation                                     | Your Name                                      | 7 tháng 4 năm 2017                             | [ 135 ] [ 136 ]                                |
| Tây Ban Nha                                    | Selecta Visión                                 | Your Name.                                     | 7 tháng 4 năm 2017                             | [ 137 ] [ 138 ]                                |
| Thụy Điển                                      | TriArt Film                                    | Your Name.                                     | 12 tháng 4 năm 2017                            | [ 139 ] [ 140 ] [ 141 ]                        |
| Phần Lan                                       | Cinema Mondo                                   | Your Name.                                     | 26 tháng 4 năm 2017                            | [ 142 ] [ 143 ]                                |
| Na Uy                                          | Arthaus                                        | Your Name.                                     | 28 tháng 4 năm 2017                            | [ 144 ] [ 145 ]                                |
| Đan Mạch                                       | Camera Film                                    | Your Name.                                     | 4 tháng 5 năm 2017                             | [ 146 ] [ 147 ]                                |
| México                                         | Cinepolis                                      | Your Name.                                     | 4 tháng 8 năm 2017                             | [ 148 ]                                        |
| Thổ Nhĩ Kỳ                                     | Başka Sinema                                   | Senin Adın                                     | 25 tháng 8 năm 2017                            | [ 149 ] [ 150 ]                                |
| Nga                                            | Exponenta Film                                 | Твоё имя                                       | 7 tháng 9 năm 2017                             | [ 151 ]                                        |
| Belarus                                        |                                                | Твоё имя                                       | 7 tháng 9 năm 2017                             | [ 152 ]                                        |
| Kazakhstan                                     |                                                | Твоё имя                                       | 7 tháng 9 năm 2017                             | [ 153 ]                                        |
| Paraguay                                       |                                                | Your Name.                                     | 9 tháng 9 năm 2017                             | [ 154 ]                                        |
| Ecuador                                        |                                                | Your Name.                                     | 22 tháng 9 năm 2017                            | [ 155 ]                                        |
| Bolivia                                        | Sun Distribution Group                         | Your Name.                                     | 25 tháng 9 năm 2017                            | [ 156 ]                                        |
| Colombia                                       |                                                | Your Name.                                     | 26 tháng 9 năm 2017                            | [ 157 ]                                        |
| Chile                                          | Diamond Films Chile                            | Your Name.                                     | 28 tháng 9 năm 2017                            | [ 158 ] [ 159 ] [ 160 ]                        |
| Perú                                           |                                                | Your Name.                                     | 5 tháng 10 năm 2017                            | [ 161 ]                                        |
| Argentina                                      |                                                | Your Name.                                     | 5 tháng 10 năm 2017                            | [ 162 ]                                        |
| Brasil                                         |                                                | Your Name.                                     | 5 tháng 10 năm 2017                            | [ 163 ] [ 164 ]                                |
| Ukraina                                        |                                                | Твое имя                                       | 19 tháng 10 năm 2017                           | [ 165 ]                                        |
| Hà Lan                                         | Periscope                                      | Your Name.                                     | 2 tháng 11 năm 2017                            | [ 166 ]                                        |
| Đức                                            | Universum Anime                                | Your Name. – Gestern, heute und für immer      | 11 tháng 1 năm 2018                            | [ 167 ] [ 168 ]                                |

#### Lồng tiếng nước ngoài
Khi được phát hành ở một số nước, bộ phim được lồng tiếng lại với ngôn ngữ bản địa, bên cạnh phiên phiên bản phụ đề. Các phiên bản lồng tiếng bao gồm tiếng Anh, tiếng Pháp, tiếng Ý, tiếng Tây Ban Nha, tiếng Thụy Điển và tiếng Nga. Bản lồng tiếng Anh được thực hiện bởi studio NYAV Post, Stephanie Sheh và Michael Sinterniklaas làm đạo diễn lồng tiếng với sự cộng tác của Anthony Tortorici, người cũng đảm nhiệm vai trò thu âm bên cạnh Michael Schneider. Ngoài ra còn có sự tham gia của Stephanie Sheh trong vị trí đạo diễn casting, Clark Cheng làm biên kịch tiếng Anh, Clark Cheng làm điều phối sản xuất và Oscar Garcia thực hiện phối ấm. Tuy nhiên sau khi trailer tiếng Anh xuất hiện, phần lồng tiếng bị nhiều người chỉ trích vì giọng lồng tiếng nữ của diễn viên Stephanie Sheh cho nhân vật Mitsuha không được tự nhiên và quá già so với bản gốc, ngược lại, giọng lồng tiếng nam của diễn viên Michael Sinterniklaas cho nhân vật Taki được người xem khen ngợi. Trailer tiếng Anh cho thị trường Bắc Mỹ đã được phát hành vào giữa tháng 3.
Sau thành công vang dội tại Hàn Quốc, nhà phát hành phim tại nước này đã lên kế hoạch thực hiện phiên bản lồng tiếng Hàn với một buổi thử giọng quy mô lớn dành cho cả diễn viên chuyên nghiệp và người không chuyên. Hai nhân vật chính trong phim sẽ được lồng tiếng bởi hai diễn viên Ji Chang-wook và Kim So Hyun. Phiên bản lồng tiếng Hàn đã được ra mắt vào ngày 13 tháng 7 năm 2017.

### Tại gia

#### Nhật Bản
Your Name – Tên cậu là gì? đã được phát hành dưới dạng băng đĩa tại Nhật Bản từ ngày 26 tháng 7 năm 2017 với 4 ấn bản DVD, Blu-ray, ấn bản đặc biệt (bao gồm bản Blu-ray và 2 đĩa tặng kèm, cùng với một cuốn booklet 100 trang, sticker và hộp đĩa digipak) và ấn bản sưu tầm (bao gồm bản 4K HD Blu-ray và HD Blu-ray, 3 đĩa tặng kèm, booklet 100 trang, sticker và một hộp đĩa digipak đặc biệt). Phim sẽ đi kèm phụ đề tiếng Nhật, tiếng Anh và tiếng Trung. Ngay khi Amazon Nhật Bản bắt đầu cho đặt hàng từ 0 giờ ngày 10 tháng 5, các phiên bản của Your Name – Tên cậu là gì? đã nhanh chóng thống trị bảng xếp hạng DVD bán chạy nhất của trang web này, khi tính đến 5 giờ 30 phút ngày 11 tháng 5, tám vị trí đầu trong top 10 đều là các sản phẩm Your Name.
Trong tuần lễ từ 24 tháng 7 đến 30 tháng 7 năm 2017, các sản phẩm Your Name đã chiếm 6 vị trí đầu bảng xếp hạng DVD bán chạy trong tuần của TSUTAYA. Còn theo báo cáo của Oricon, doanh thu bán đĩa của phim trong tuần đầu đã đạt 4,36 tỉ yên với tổng cộng 638.000 bản được bán ra, bao gồm 202.000 bản Blu-ray tiêu chuẩn, 126.000 bản Blu-ray 4K Ultra HD, 94.000 bản Blu-ray đặc biệt và 216.000 bản DVD, giúp Your Name trở thành tựa anime đầu tiên thống trị top ba bảng xếp hạng Blu-ray hằng tuần của Oricon. Ngoài ra, Your Name còn phá sâu kỉ lục doanh số bán đĩa 4K Blu-ray 27.000 bản mà Shin Godzilla thiết lập vào tháng 3. Phim cũng đứng đầu bảng xếp hạng DVD hằng tuần, và là phim anime thứ hai trong lịch sử bán được hơn 200.000 bản DVD trong tuần đầu phát hành, sau Evangelion Shin Gekijōban: Ha hồi năm 2010. Trong tuần thứ 2, ba phiên bản Blu-ray của phim tiếp tục trụ vững trong top 10, một điều chưa từng thấy đối với một tác phẩm anime. Đồng thời, phiên bản DVD cũng tiếp tục thống trị bảng xếp DVD của Oricon với 39.000 bản bán ra trong tuần này. Sau hai tuần phát hành, Your Name đã bán được 715.000 bản đĩa các loại. Sự áp đảo của Your Name tiếp tục được duy trì trong tuần tiếp theo với tổng cộng 751.798 bản được bán ra sau 3 tuần, khi bản DVD vẫn giữ vị trí đầu bảng xếp hạng DVD, còn 3 phiên bản Blu-ray vẫn trụ vững trong top 10, biến Your Name thành phim đầu tiên trong lịch sử bảng xếp hạng Blu-ray của Oricon có mặt trong top 10 của ba tuần liên tiếp. Trong tuần lễ thứ tư, DVD phim tiếp tục đứng top một bảng xếp hạng, lập lại thành tích dẫn đầu bảng xếp hạng DVD 4 tuần liền của Gake no Ue no Ponyo 9 năm về trước. Theo khảo sát của Oricon từ 20.940 cửa hàng trên khắp Nhật Bản, Your Name đứng thứ đầu doanh số bán đĩa của mảng anime và đứng thứ hai nói chung, xếp sau đĩa âm nhạc ARASHI LIVE TOUR 2016-2017 Are You Happy?.
| Tuần                                       | Số lượng Blu-ray và DVD bán ra theo Oricon (mảng hoạt hình) | Số lượng Blu-ray và DVD bán ra theo Oricon (mảng hoạt hình) | Số lượng Blu-ray và DVD bán ra theo Oricon (mảng hoạt hình) | Số lượng Blu-ray và DVD bán ra theo Oricon (mảng hoạt hình) | Số lượng Blu-ray và DVD bán ra theo Oricon (mảng hoạt hình) | Số lượng Blu-ray và DVD bán ra theo Oricon (mảng hoạt hình) | Số lượng Blu-ray và DVD bán ra theo Oricon (mảng hoạt hình) | Số lượng Blu-ray và DVD bán ra theo Oricon (mảng hoạt hình) | Số lượng Blu-ray và DVD bán ra theo Oricon (mảng hoạt hình) | Số lượng Blu-ray và DVD bán ra theo Oricon (mảng hoạt hình) |
| Tuần                                       | Blu-ray                                                     | Blu-ray                                                     | Blu-ray                                                     | Blu-ray                                                     | Blu-ray                                                     | Blu-ray                                                     | Nguồn                                                       | DVD                                                         | DVD                                                         | Nguồn                                                       |
| Tuần                                       | Tiêu chuẩn                                                  | Tiêu chuẩn                                                  | Sưu tầm                                                     | Sưu tầm                                                     | Đặc biệt                                                    | Đặc biệt                                                    | Nguồn                                                       | DVD                                                         | DVD                                                         | Nguồn                                                       |
| ------------------------------------------ | ----------------------------------------------------------- | ----------------------------------------------------------- | ----------------------------------------------------------- | ----------------------------------------------------------- | ----------------------------------------------------------- | ----------------------------------------------------------- | ----------------------------------------------------------- | ----------------------------------------------------------- | ----------------------------------------------------------- | ----------------------------------------------------------- |
| 24 – 30 tháng 7                            | #1                                                          | 202.370                                                     | #2                                                          | 125.982                                                     | #3                                                          | 94.079                                                      | [ 194 ]                                                     | #1                                                          | 215.963                                                     | [ 195 ]                                                     |
| 31 tháng 7 – 6 tháng 8                     | #2                                                          | 24.667                                                      | #5                                                          | 6.163                                                       | #4                                                          | 7.291                                                       | [ 196 ]                                                     | #1                                                          | 39.110                                                      | [ 197 ]                                                     |
| 7 – 13 tháng 8                             | #2                                                          | 12.806                                                      | #5                                                          | 2.658                                                       | #4                                                          | 3.140                                                       | [ 198 ]                                                     | #1                                                          | 21.370                                                      | [ 199 ]                                                     |
| 14 – 20 tháng 8                            | #2                                                          | 9.430                                                       | #8                                                          | 1.613                                                       | #7                                                          | 1.921                                                       | [ 200 ]                                                     | #1                                                          | 15.716                                                      | [ 201 ]                                                     |
| 21 – 27 tháng 8                            | #7                                                          | 5.173                                                       |                                                             |                                                             |                                                             |                                                             | [ 202 ]                                                     | #2                                                          | 8.388                                                       | [ 203 ]                                                     |
| 28 tháng 8 – 3 tháng 9                     | #5                                                          | 3.981                                                       | #13                                                         | 1.043                                                       | #15                                                         | 917                                                         | [ 204 ]                                                     | #1                                                          | 5.685                                                       | [ 205 ]                                                     |
| 4 – 10 tháng 9                             | #5                                                          | 2.564                                                       | #11                                                         | 688                                                         | #10                                                         | 714                                                         | [ 206 ]                                                     | #1                                                          | 3.927                                                       | [ 207 ]                                                     |
| 11 – 17 tháng 9                            | #10                                                         | 1.939                                                       |                                                             |                                                             |                                                             |                                                             | [ 208 ]                                                     | #2                                                          | 3.089                                                       | [ 209 ]                                                     |
| 18 – 24 tháng 9                            | #9                                                          | 1.951                                                       |                                                             |                                                             |                                                             |                                                             | [ 210 ]                                                     | #2                                                          | 2.942                                                       | [ 211 ]                                                     |
| 25 tháng 9 – 1 tháng 10                    |                                                             |                                                             |                                                             |                                                             |                                                             |                                                             |                                                             | 7                                                           | 2.572                                                       | [ 212 ]                                                     |
| 2 – 8 tháng 10                             | #10                                                         | 1.387                                                       |                                                             |                                                             |                                                             |                                                             | [ 213 ]                                                     | #3                                                          | 2.192                                                       | [ 214 ]                                                     |
| 9 – 15 tháng 10                            | #6                                                          | 1.186                                                       |                                                             |                                                             |                                                             |                                                             | [ 215 ]                                                     | #3                                                          | 2.035                                                       | [ 216 ]                                                     |
| 16 – 22 tháng 10                           | #11                                                         | 833                                                         |                                                             |                                                             |                                                             |                                                             | [ 217 ]                                                     | #2                                                          | 1.513                                                       | [ 218 ]                                                     |
| 23 – 29 tháng 10                           |                                                             |                                                             |                                                             |                                                             |                                                             |                                                             |                                                             | #10                                                         | 1.160                                                       | [ 219 ]                                                     |
| 30 tháng 10 – 5 tháng 11                   | #13                                                         | 707                                                         |                                                             |                                                             |                                                             |                                                             | [ 220 ]                                                     | #6                                                          | 1.126                                                       | [ 221 ]                                                     |
| 6 – 12 tháng 11                            | #12                                                         | 624                                                         |                                                             |                                                             |                                                             |                                                             | [ 222 ]                                                     | #7                                                          | 1.012                                                       | [ 223 ]                                                     |
| 13 – 19 tháng 11                           | #11                                                         | 593                                                         |                                                             |                                                             |                                                             |                                                             | [ 224 ]                                                     | #9                                                          | 910                                                         | [ 225 ]                                                     |
| 20 – 26 tháng 11                           |                                                             |                                                             |                                                             |                                                             |                                                             |                                                             |                                                             | #9                                                          | 1.041                                                       | [ 226 ]                                                     |
| 27 tháng 11 – 3 tháng 12                   |                                                             |                                                             |                                                             |                                                             |                                                             |                                                             |                                                             | #13                                                         | 762                                                         | [ 227 ]                                                     |
| 4 – 10 tháng 12                            |                                                             |                                                             |                                                             |                                                             |                                                             |                                                             |                                                             | #9                                                          | 909                                                         | [ 228 ]                                                     |
| 2017 (xếp hạng chung tính đến 10 tháng 12) | #2                                                          | 274.420                                                     | #8                                                          | 141.377                                                     | #10                                                         | 112.591                                                     | [ 229 ]                                                     | #2                                                          | 331.422                                                     | [ 230 ]                                                     |
| 11 – 17 tháng 12                           |                                                             |                                                             | #19                                                         | 580                                                         |                                                             |                                                             | [ 231 ]                                                     | #9                                                          | 962                                                         | [ 232 ]                                                     |
| 18 – 24 tháng 12                           |                                                             |                                                             |                                                             |                                                             |                                                             |                                                             |                                                             | #9                                                          | 1.481                                                       | [ 233 ]                                                     |

#### Các quốc gia khác
Phim chính thức phát hành dưới dạng Blu-ray tại Hồng Kông vào ngày 26 tháng 7 năm 2017. Đây là phim hoạt hình Nhật Bản đầu tiên với định dạng 4K UHD BD được phát hành ở vùng lãnh thổ này. Tại Anime Expo 2017, Funimation đã thông báo rằng phim sẽ được phát hành tại gia vào khoảng cuối năm tại thị trường Bắc Mỹ. Thời điểm người xem có thể mua đĩa sau đó được chính thức xác định sẽ là vào ngày 7 tháng 11, với hai phiên bản Thông thường và phiên bản Giới hạn.
Nhà phát hành phim tại Ý, Dynit, cho biết DVD và Blu-ray của phim chỉ có thể bắt đầu được phát hành tại nước này ít nhất 6 tháng sau khi phim được bán tại Nhật Bản. Sau đó, ba phiên bản Sưu tầm, Blu-ray và DVD đã được xác nhận sẽ ra mắt đất nước hình chiếc ủng vào ngày 8 tháng 11. Tại Anh, phim được dự kiến phát hành đĩa vào tháng 10 năm 2017 và người xem có thể đặt hàng trước kể từ cuối tháng 12 năm 2016. Alltheanime xác nhận ra đĩa phim sẽ bao gồm cả ba phiên bản tiếng Nhật có phụ đề, tiếng Anh với nhạc Nhật và tiếng Anh với nhạc Anh. Phim sẽ được phát hành tại Anh vào ngày 6 tháng 11 năm 2017, với hai phiên bản Tiêu chuẩn và Steelbook. Bốn phiên bản đĩa của Your Name sẽ được phát hành tại Pháp vào gày 22 tháng 11 năm 2017, bao gồm bản DVD, bản Blu-ray, bản Steelbook và bản Sưu tầm.

### Truyền hình
Your Name – Tên cậu là gì? đã được phát sóng lần đầu tiên trên kênh WOWOW vào ngày 4 tháng 11 năm 2017. Vào ngày 3 tháng 1 năm 2018, Your Name lần đầu tiên được phát sóng trên truyền hình mặt đất khi 24 đài của TV Asahi sẽ cho trình chiếu bộ phim này.

## Đón nhận
Your Name – Tên cậu là gì? đã đón nhận sự ủng hộ nhiệt liệt từ phía khán giả. Internet Movie Database đã nhận được hơn 48.000 phiếu đánh giá từ người xem với điểm trung bình 8,5/10 sao. Tại Nhật Bản, sau khi ra mắt, bộ phim đã trở thành một hiện tượng xã hội, cũng như một xu hướng phổ biến trên các mạng xã hội như Twitter. Trên Filmarks, chuyên trang tổng hợp đánh giá phim từ khán giả Nhật Bản, Your Name được chấm 4,0/5 điểm từ hơn 100 ngàn bài đánh giá, trở thành phim đầu tiên phá cột mốc 100.000 lượt đánh giá của trang web này. Trong cuộc khảo sát được Macromill Brand Data Bank tiến hành vào tháng 12 năm 2016 tại Nhật với 30.000 người tham gia, Your Name là phim được nam giới yêu thích thứ 3, xếp sau loạt phim Chiến tranh giữa các vì sao và Harry Potter. Còn trong bảng xếp hạng của giới nữ, phim xếp hạng hai.
Trong buổi giới thiệu phim tại Seoul vào ngày 29 tháng 12 năm 2016, nhiều ngôi sao Hàn Quốc như diễn viên Ji Soo, diễn viên Seo Shin-ae, và ca sĩ NC.A đã đến tham dự và ủng hộ bộ phim. Your Name đã trở thành từ khóa được tìm kiếm nhiều nhất trên Google tại Hàn Quốc trong năm 2017.

### Công chiếu và doanh thu phòng vé
Tính đến ngày 16 tháng 1 năm 2017, bộ phim đã thu về tổng cộng 289 triệu đô la Mỹ, vượt qua Sen và Chihiro ở thế giới thần bí để trở thành phim anime nói riêng, và phim Nhật Bản nói chung có doanh thu toàn cầu cao nhất mọi thời đại. Đây cũng là phim thứ 5 ngoài các phim tiếng Anh có doanh thu cao nhất toàn cầu. Mặc dù vậy, kỉ lục doanh thu trên thế giới của Your Name đã bị thay thế bởi Kimetsu no Yaiba: Mugen Ressha-Hen (2020), còn tại Nhật Bản thì đã xuống vị trí thứ 3, nằm sau Sen và Chihiro ở thế giới thần bí và Kimetsu no Yaiba: Mugen Ressha-Hen.
| Danh sách phim có doanh thu cao nhất tại Nhật Bản | Danh sách phim có doanh thu cao nhất tại Nhật Bản | Danh sách phim có doanh thu cao nhất tại Nhật Bản | Danh sách phim có doanh thu cao nhất tại Nhật Bản |
| Hạng                                              | Tên phim                                          | Doanh thu (tỉ yên)                                | Nguồn                                             |
| ------------------------------------------------- | ------------------------------------------------- | ------------------------------------------------- | ------------------------------------------------- |
| #1                                                | Sen và Chihiro ở thế giới thần bí                 | 30,4                                              | [ 270 ]                                           |
| #2                                                | Titanic                                           | 26,2                                              | [ 270 ]                                           |
| #3                                                | Nữ hoàng băng giá                                 | 25,48                                             | [ 271 ]                                           |
| #4                                                | Your Name – Tên cậu là gì?                        | 25,03                                             | [ 272 ]                                           |
| #5                                                | Harry Potter và Hòn đá Phù thủy                   | 20,3                                              | [ 273 ] [ 274 ]                                   |

#### Trong nước
Ra mắt công chúng Nhật Bản vào ngày 26 tháng 8 năm 2016, Your Name thu về 348 triệu yên ngay trong ngày đầu, 422 triệu yên vào ngày tiếp theo. Chỉ trong ba ngày công chiếu, phim đã thu được 1.227.960.000 yên, xếp hạng nhất về doanh thu phòng vé tại Nhật Bản. Bộ phim đã giữ vị trí số một bảng xếp hạng trong suốt 9 tuần liên tục, trước khi tạm thời rơi xuống vị trí số hai trong tuần thứ 10, nhưng đã giành lại vị trí dẫn đầu trong suốt 3 tuần kế tiếp.
Sau 28 ngày công chiếu, Your Name đã gây bão khi doanh thu phòng vé của phim đã vượt mốc 10 tỉ yên khi bán được 77 triệu vé, trở thành bộ phim thứ chín trong danh sách các bộ phim có doanh thu cao nhất Nhật Bản, đồng thời cũng là bộ phim hoạt hình Nhật Bản đầu tiên không phải của Ghibli hay của Miyazaki Hayao vượt qua mốc này. Tính đến 2 tháng 10, bộ phim vượt qua doanh thu của Kaze Tachinu khi kiếm được 12,8 tỉ yên, trở thành phim anime ăn khách thứ 5 trong lịch sử. Sau 60 ngày công chiếu, bộ phim đã thu về 16,41 tỉ yên, vượt qua Gake no Ue no Ponyo để trở thành phim anime ăn khách thứ 4 và phim Nhật Bản ăn khách thứ 5 trong nước và cũng là phim có doanh thu cao thứ 9 mọi thời đại tại Nhật Bản, sau khi vượt qua Avatar. Đến tuần thứ 14, bộ phim đã giành vị trí phim anime ăn khách thứ 3 trong lịch sử từ tay Mononoke Hime khi thu về 19,4 tỉ yên. Một tuần sau đó, Your Name đã vượt qua Lâu đài bay của pháp sư Howl để trở thành phim anime có doanh thu phòng vé cao thứ hai trong lịch sử sau Sen và Chihiro ở thế giới thần bí và là phim có doanh thu cao thứ 5 tại Nhật Bản. Tổng kết năm 2016, Your Name là bộ phim dẫn đầu phòng vé của năm khi kiếm được 218,2 triệu đô la Mỹ.
Theo nhà phát hành Toho, sau 133 ngày công chiếu, bộ phim đã bán được 17.350.485 vé, thu về 22.491.589.800 yên, tiếp tục giữ vững vị trí thứ 4 trong danh sách các phim ăn khách nhất mọi thời đại tại Nhật Bản, sau khi đã vượt qua Harry Potter và Hòn đá Phù thủy vào trung tuần tháng 12. Tiếp nối sự thành công của mình, sau tuần lễ đầu tiên của năm 2017, tác phẩm này đã thu về tổng cộng 22,925 tỉ yên, với tổng cộng 17.665.535 lượt khán giả và duy trì vị trí thứ 3 doanh thu phòng vé trong tuần vừa giành được trong tuần trước. Trong tuần thứ 21, bộ phim leo lên vị trí thứ 2, với tổng cộng doanh thu là 23,23 tỉ yên, với tổng cộng 17.931.396 lượt khán giả. Trong tuần thứ 22 công chiếu, bộ phim quay trở lại vị trí đầu bảng doanh thu tuần khi trong 2 ngày cuối tuần có tổng cộng 124.000 lượt người xem, thu về 174 triệu yên, nâng tổng doanh thu tại Nhật Bản lên 23,56 tỉ yên. Bộ phim chạm mức 18,35 triệu lượt khán giả và 23,8 tỉ yên tiền vé trong tuần lễ thứ 23. Vào tuần lễ thứ 30, phim đã rời khỏi top 10 sau 29 tuần liên tục có mặt trong bảng xếp hạng này.
Tính đến ngày 8 tháng 7 năm 2017, gần một năm sau khi được ra mắt, Your Name vẫn tiếp tục được trình chiếu tại hệ thống rạp Cinecitta vào mỗi tối. Theo đại diện của Citta'Entertainment, Your Name là phim Nhật Bản có thời gian chiếu rạp dài nhất từ trước đến nay.
|      |      |                       |                 |                    |                                |
| Tuần | Tuần | Giai đoạn             | Doanh thu       | Doanh thu          | Nguồn                          |
| Tuần | Tuần | Giai đoạn             | Trong 2 ngày    | Đến cuối tuần      | Nguồn                          |
| #1   | 1    | 27-28 tháng 8         | 930 triệu yên   | 1,28 tỉ yên        | [ 119 ]                        |
| #1   | 2    | 3-4 tháng 9           | 1.160 triệu yên | 3,87 tỉ yên        | [ 302 ]                        |
| #1   | 3    | 10-11 tháng 9         | 1.140 triệu yên | 6,29 tỉ yên        | [ 303 ]                        |
| #1   | 4    | 17-18 tháng 9         | 1.080 triệu yên | 9,10 tỉ yên        | [ 304 ]                        |
| #1   | 5    | 24-25 tháng 9         | 860 triệu yên   | 11,17 tỉ yên       | [ 305 ]                        |
| #1   | 6    | 1-2 tháng 10          | 790 triệu yên   | 12,86 tỉ yên       | [ 306 ]                        |
| #1   | 7    | 8-9 tháng 10          | 700 triệu yên   | 14,56 tỉ yên       | [ 307 ]                        |
| #1   | 8    | 15-16 tháng 10        | 470 triệu yên   | 15,41 tỉ yên       | [ 308 ]                        |
| #1   | 9    | 22-23 tháng 10        | 480 triệu yên   | 16,41 tỉ yên       | [ 309 ]                        |
| #2   | 10   | 29-30 tháng 10        | 380 triệu yên   | 17,19 tỉ yên       | [ 310 ]                        |
| #1   | 11   | 5-6 tháng 11          | 300 triệu yên   | 17,97 tỉ yên       | [ 311 ]                        |
| #1   | 12   | 12-13 tháng 11        | 260 triệu yên   | 18,49 tỉ yên       | [ 312 ]                        |
| #1   | 13   | 19-20 tháng 11        | 250 triệu yên   | 18,98 tỉ yên       | [ 313 ]                        |
| #2   | 14   | 26-27 tháng 11        | 210 triệu yên   | 19,49 tỉ yên       | [ 314 ]                        |
| #2   | 15   | 3-4 tháng 12          | 250 triệu yên   | 19,96 tỉ yên       | [ 315 ]                        |
| #5   | 16   | 10-11 tháng 12        |                 | 20,51 tỉ yên       | [ 316 ]                        |
| #6   | 17   | 17-18 tháng 12        |                 | 20,89 tỉ yên       | [ 317 ]                        |
| #7   | 18   | 24-25 tháng 12        |                 | 21,33 tỉ yên       | [ 318 ]                        |
| #3   | 19   | 31 tháng 12-1 tháng 1 |                 | 22.491.589.800 yên | [ 292 ] [ 319 ]                |
| #3   | 20   | 7-8 tháng 1           |                 | 22,92482 tỉ yên    | [ 88 ] [ 294 ]                 |
| #2   | 21   | 14-15 tháng 1         | 170 triệu yên   | 23.254.765.400 yên | [ 62 ] [ 295 ] [ 320 ] [ 321 ] |
| #1   | 22   | 21-22 tháng 1         | 174 triệu yên   | 23,56 tỉ yên       | [ 296 ] [ 322 ] [ 323 ]        |
| #3   | 23   | 28-29 tháng 1         |                 | 23,8 tỉ yên        | [ 297 ] [ 324 ] [ 325 ]        |
| #4   | 24   | 4-5 tháng 2           |                 | 24 tỉ yên          | [ 326 ] [ 327 ]                |
| #6   | 25   | 11-12 tháng 2         |                 | 24,2 tỉ yên        | [ 328 ]                        |
| #8   | 26   | 18-19 tháng 2         |                 | 24,34 tỉ yên       | [ 329 ] [ 330 ]                |
| #7   | 27   | 25-26 tháng 2         |                 | 24,462 tỉ yên      | [ 331 ]                        |
| #9   | 28   | 4-5 tháng 3           |                 | 24,5 tỉ yên        | [ 332 ]                        |
| #10  | 29   | 11-12 tháng 3         |                 | 24,6 tỉ yên        | [ 333 ] [ 334 ]                |

#### Châu Á
Hàn Quốc

Doanh thu phòng vé trong tuần đầu phát hành ở các thị trường Châu Á (triệu USD)

Your Name – Tên cậu là gì? được công chiếu từ ngày 4 tháng 1 năm 2017 tại 555 rạp trên khắp Hàn Quốc. Trong ngày đầu tiên ra rạp, bộ phim đã thu hút 138.028 lượt người xem và thu về 1.032.712.400 ₩ (100 triệu yên). Đây là bộ phim Nhật Bản đầu tiên đứng đầu phòng vé Hàn Quốc kể từ Lâu đài bay của pháp sư Howl vào năm 2004. Trong ngày thứ hai, bộ phim thu hút thêm 132.340 lượt khán giả. Sau cuối tuần mở màn, tác phẩm này đã thống trị phòng vé và đánh bật siêu phẩm hành động Hàn Quốc Master xuống vị trí thứ 2, khi thu hút tổng cộng 1,18 triệu lượt khán giả từ 947 phòng chiếu và kiếm được tổng cộng 8,086,290 đô la Mỹ kể từ khi ra mắt, giúp Your Name – Tên cậu là gì? trở thành phim Nhật Bản thành công nhất trong lịch sử Hàn Quốc, và là phim ăn khách thứ 2 sau Lâu đài bay của pháp sư Howl. Your Name – Tên cậu là gì? cũng đã lọt vào top 5 phim hoạt hình có hơn 1 triệu lượt khán giả sau khoảng thời gian ngắn như vậy, chỉ đứng sau Nữ hoàng băng giá và các phim Kung Fu Panda. Trong ngày 12 tháng 1, bộ phim đạt được 121.142 lượt khán giả, nâng tổng số người xem lên con số 1.749.447 sau 9 ngày công chiếu, duy trì vị trí quán quân tại các rạp của Hàn Quốc. Vào ngày 14 tháng 1, nhà phát hành phim tại Hàn Quốc Megabox Plus M xác nhận bộ phim đã vượt qua mốc 2 triệu lượt người xem vào lúc 10:20 sáng. Sau tuần lễ thứ 2, bộ phim tiếp tục giữ vững vị trí dẫn đầu bảng xếp hạng tuần, bất chấp phim bom tấn Disney Hành trình của Moana cũng ra mắt trong tuần này, khi có đến 739.534 lượt khán giả trong ba ngày 13, 14, 15 tháng 1, nâng tổng số lượt xem lên con số khoảng 2 triệu. Vào ngày 22 tháng 1 năm 2017, bộ phim đã vượt qua mốc 3 triệu lượt xem, trở thành phim Nhật Bản ăn khách nhất trong lịch sử Hàn Quốc và phim hoạt hình ăn khách thứ 8 tại đất nước này. Để chào mừng sự kiện này, một áp phích đặc biệt đã được tung ra, thể hiện cảnh cao trào khi nhân vật Taki và Mitsuha gặp nhau trên núi. Trong tuần lễ thứ tư, vào thời điểm tết Âm lịch, bộ phim đã tụt xuống vị trí thứ sáu trong bảng xếp hạng khi thu được 1,53 triệu đô la Mỹ, nâng tổng doanh thu tại Hàn Quốc lên con số 23,6 triệu đô la Mỹ. Sau ngày 3 tháng 2, bộ phim đã thu hút tổng cộng 3,5 triệu lượt khán giả. Tính trong nửa đầu năm 2017, Your Name là bộ phim ăn khách thứ 8 tại Hàn Quốc, vượt trên cả Pirates of the Caribbean: Salazar báo thù.
Trước thành công của bộ phim, bản thân đạo diễn Makoto cũng gọi chiến thắng của bộ phim trong tuần qua là "khó tin": "Đây là điều không thể tin được. Tôi rất biết ơn những khán giả Hàn Quốc đã ủng hộ bộ phim. Nếu Your Name vượt qua cột mốc 3 triệu khán giả, tôi sẽ ghé thăm đất nước các bạn", ông chia sẻ trong cuộc phỏng vấn với đài phát thanh SBS hôm ngày 9 tháng 1. Ông đã quay trở lại thăm Hàn Quốc như đã hứa sau khi bộ phim vượt qua mốc này.
Đây là bộ phim nước ngoài đầu tiên công chiếu tại Hàn Quốc tổ chức gọi vốn cộng đồng, một năm sau khi hình thức đầu tư kể trên được hợp pháp hoá tại quốc gia này. Công ty phân phối phim Media Castle tổ chức dự án gây quỹ này vào ngày 15 tháng 1 để quyên tiền cho việc quảng bá và phát hành phim, với mục tiêu lợi nhuận 50 triệu ₩, nhưng các nhà đầu tư đã góp vào dự án đến 200 triệu ₩ chỉ trong một ngày, buộc công ty này phải nâng mục tiêu lợi nhuận lên 150 triệu ₩. Vào cuối ngày, đã có tổng cộng 152 nhà đầu tư tham gia vào dự án. Khi bộ phim đạt mốc 3 triệu lượt khán giả, những người tham gia đầu tư đã nhận được tỷ suất lợi nhuận là 40%.
Đông Á
Tại Đài Loan, bộ phim đứng đầu bảng xếp hạng phòng vé khi chính thức khởi chiếu vào ngày 21 tháng 10 năm 2016 và thu về 64 triệu NT$ trên toàn Đài Loan, và 23,5 triệu NT$ chỉ tính riêng ở Đài Bắc. Trước đó, trong các buổi chiếu sớm vào ngày 14-16 tháng 10, bộ phim cũng đã thu về 1,35 triệu NT$. Đây là bộ phim Nhật Bản có doanh thu cao nhất tại Đài Loan từ trước đến nay. Trong khi đó tại Hồng Kông, bộ phim được phát hành vào ngày 11 tháng 11, và nhanh chóng đứng đầu doanh thu phòng vé khi thu về 6.149.917 HK$ chỉ sau 3 ngày. Tính đến 3 tháng 1 năm 2017, doanh thu tại thị trường Hồng Kông đã đạt 30 triệu HK$, là phim Nhật có doanh thu cao thứ hai trong lịch sử vùng lãnh thổ này.
Được phân phối ở Trung Quốc đại lục bởi tập đoàn giải trí Enlight Pictures, bộ phim được công chiếu tại 7000 rạp chiếu phim từ ngày 2 tháng 12 năm 2016. Trong 3 ngày đầu tiên ra mắt, Your Name – Tên cậu là gì? đã thu về 41,3 triệu đô la Mỹ, thống trị phòng vé trong tuần đầu tiên. Your Name – Tên cậu là gì? thu được 30 triệu nhân dân tệ tiền vé đặt trước và là phim ngoại nhập ngoài Hollywood có thời gian thu về 100 triệu Nhân dân tệ ngắn nhất, chỉ sau một ngày. Bộ phim tiếp tục giữ vững vị trí trong tuần thứ 2 khi thu về thêm 15,3 triệu đô la Mỹ. Tính đến ngày 17 tháng 12, Your Name – Tên cậu là gì? trở thành bộ phim Nhật Bản ăn khách nhất Trung Quốc khi thu về tổng cộng 76,7 triệu đô la Mỹ, đánh bại kỉ lục của Stand by Me Doraemon – Đôi bạn thân vào năm trước. Your Name – Tên cậu là gì? trở thành bộ phim hoạt hình 2D đạt doanh thu phòng vé cao nhất tại Trung Quốc, khi đạt 566 triệu Nhân dân tệ (81,3 triệu đô la Mỹ) tính đến ngày đầu năm 2017.
 Tính đến 18 tháng 1 năm 2017, bộ phim đã thu về 573 triệu Nhân dân tệ (~ 84 triệu đô la Mỹ), chiếm khoảng 30% doanh thu toàn cầu của tác phẩm này. Nhà phân phối tại Trung Quốc quyết định kéo dài thời gian công chiếu của bộ phim đến 2 tháng 2 năm 2017 khi doanh số bán vé mỗi tuần được giữ ổn định và đã tăng 38,8% trong dịp Tết Dương Lịch. Tổng kết doanh thu sau khi kết thúc công chiếu, bộ phim đã thu về 576,624 triệu Nhân dân tệ.
Đông Nam Á và Trung Á
Phim công chiếu tại Malaysia từ ngày 8 tháng 12 năm 2016 và nhanh chóng chiếm vị trí thứ 6 trong tuần đầu tiên trên bảng xếp hạng của quốc gia này, trước khi tụt xuống vị trí thứ 9 trong tuần tiếp theo. Khởi chiếu tại Thái Lan từ ngày 10 tháng 11 năm 2016, bộ phim đã thu về ฿ 22.996.714, dẫn đầu bảng xếp hạng doanh thu phòng vé chỉ sau 4 ngày đầu. Đây cũng là bộ phim Nhật Bản có doanh thu cao nhất tại Thái Lan, vượt qua Stand by Me Doraemon – Đôi bạn thân và Attack on Titan: End of the World khi đạt tổng doanh thu ฿ 44.122.000. Trong tuần đầu tiên công chiếu tại Singapore từ ngày 3 tháng 10 năm 2016, bộ phim đã chiếm vị trí số 4 trong bảng xếp hạng phòng vé, nhưng tụt xuống hạng 5 trong tuần hai và tuần ba, xuống hạng 8 trong tuần tiếp theo, và hạng 9 trong tuần thứ năm.
Tại Việt Nam, 3 ngày cuối tuần đầu tiên kể từ khi công chiếu vào 13 tháng 1 năm 2017, Your Name đã thu hút 37.000 lượt khách đến rạp và thu về 3,6 tỉ VNĐ, chỉ tính riêng ở hệ thống CGV, đứng nhất bảng xếp hạng doanh thu phòng vé tại Việt Nam. Theo Zing News, đại diện hệ thống rạp CGV cho biết doanh thu của bộ phim tại Việt Nam đã đạt 14 tỉ VNĐ tính đến ngày 23 tháng 1 năm 2017. Ban đầu khi phân phối tại Việt Nam, Your Name được gắn nhãn C16 – phim không dành cho trẻ em dưới 16 tuổi. Nhưng sau khi hệ thống phân loại phim mới chính thức có hiệu lực vào đầu năm 2017, bộ phim đã được điều chỉnh thành C13 – cấm trẻ em dưới 13 tuổi. Điều này đã làm dấy lên lo ngại bộ phim sẽ bị cắt xén khi trình chiếu ở Việt Nam, buộc đại diện nhà phát hành phải lên tiếng xác nhận rằng bộ phim sẽ không bị cắt bỏ bất kỳ phân cảnh nào.
Sau tuần đầu tiên công chiếu tại Kazakhstan, phim đã thu về 3.685.950 ₸, xếp thứ 8 trong bảng xếp hạng tuần của nước này.

#### Ngoài châu Á
Tại Vương quốc Anh, bộ phim được công chiếu giới hạn tại 17 rạp từ ngày 18 tháng 11 năm 2016, thu về 21,910 € trong tuần đầu tiên, đứng thứ 29 về doanh thu phòng vé. Số lượng rạp công chiếu bộ phim được nâng lên con số 104 trong duy nhất đêm 24 tháng 11 năm 2016, và đã thu về 127,350 €, phá kỉ lục doanh thu phòng vé trong một ngày của các phim anime, và đưa bộ phim lên vị trí thứ 15 bảng xếp hạng tuần. Tính đến ngày 17 tháng 1 năm 2017, bộ phim đã thu về 383,543 € tại Anh. Your Name quay trở lại các rạp chiếu phim tại Anh và Ireland từ ngày 23 tháng 8 năm 2017 với định dạng phổ thông và IMAX.
Tại Pháp, Your Name khởi chiếu từ ngày 28 tháng 12 năm 2016, và đã thu hút 77.345 lượt xem tính đến trước ngày 6 tháng 1 năm 2017. Trong ngày đầu tiên công chiếu, bộ phim đã xếp hạng 3 phòng vé tại Pháp, sau Người du hành và Père Fils Thérapie. Tính đến ngày 7 tháng 1 năm 2017, đã có tổng cộng 100.000 lượt khán giả đến rạp. Bộ phim lần lượt đạt mốc 150.000 lượt khán giả vào ngày 17 tháng 1, và 175.000 vào ngày 24 tháng 1 năm 2017. Từ ngày 1 tháng 2 năm 2017, nhà phát hành đã thêm 73 phòng chiếu, nâng tổng số phòng chiếu công chiếu Your Name lên con số 136. Sau tuần lễ thứ sáu, đã có hơn 200.000 lượt khán giả đến rạp.
Sau ngày thứ nhất trong ba ngày công chiếu giới hạn tại Ý từ ngày 23 tháng 1 đến 25 tháng 1 năm 2017, bộ phim đã thu về 113,306 €, chiếm vị trí thứ hai trong bảng doanh thu phòng vé tại đất nước hình chiếc ủng, xếp sau L'ora legale. Trong ngày thứ 2, bộ phim đã thu về 197,067 € và giữ vững vị trí thứ hai. Vị trí này tiếp tục được duy trì trong ngày cuối cùng công chiếu ở Ý, khi bộ phim kiếm được thêm 231,170 € từ 22.647 khán giả. Việc Your Name thu hút đến hơn 60.000 lượt người xem chỉ trong ba ngày khiến nhà phát hành thông báo mở rộng lịch trình chiếu trong hai ngày 31 tháng 1 và 1 tháng 2. Trong ngày 1 tháng 2, bộ phim đã thu về 53,971 € từ 5.424 lượt khán giả, xếp hạng bảy trong ngày. Nhờ vào việc bộ phim tiếp tục lọt vào top 10 doanh thu phòng vé trong ngày, nhà phát hành đã quyết định tiếp tục gia hạng thời gian công chiếu thêm hai ngày 9 và 10 tháng 2. Ngoài ra, bộ phim còn được công chiếu vào ngày 14 tháng 2 nhân dịp ngày Valentine.
Trong tuần đầu tiên sau khi công chiếu tại Tây Ban Nha vào ngày 7 tháng 4 năm 2017, Your Name đứng thứ 10 trong bảng xếp hạng doanh thu phòng vé tuần, với khoảng 23.000 lượt khán giả đến rạp, thu về 146,022 € tiền bán vé. Sau tuần đầu tiên, #QueremosYourName đã trở thành một xu hướng trên Twitter Tây Ban Nha khi người xem yêu cầu nhà phát hành tăng thêm các rạp chiếu Your Name. Đáp lại, nhà phát hành Selecta Vision đã công bố rằng sẽ có thêm các rạp trình chiếu bộ phim này trong tương lai.
Theo Box Office Mojo, tính đến 26 tháng 12, bộ phim đã thu về $771.945 USD ở Úc và $95,278 USD ở New Zealand. Vào ngày 20 tháng 12, nhà phân phối Australian Madman tuyên bố rằng bộ phim đã thu về $1,000,000 AUD phòng vé ở Úc trước khi kết thúc đợt chiếu giới hạn tại nước này. Madman Entertainment thông báo sẽ công chiếu phiên bản IMAX của bộ phim tại Úc và New Zealand từ ngày 7 tháng 2 năm 2017. Trong ngày đầu tiên công chiếu tại 292 rạp ở thị trường Bắc Mỹ, bộ phim đã thu về 632,469 đô la Mỹ. Sau 3 ngày công chiếu, Your Name xếp thứ 13 bảng xếp hạng phòng vé Bắc Mỹ khi thu về 1,6 triệu đô la Mỹ tại 303 rạp, lọt vào top 10 phim anime có tuần mở màn cao nhất tại Bắc Mỹ ở vị trí thứ 9.

### Phân tích thương mại
Các tác phẩm trước đây của Shinkai Makoto như 5 Centimet trên giây (2007) chỉ thu được khoảng 100 triệu yên tiền vé, Những đứa trẻ đuổi theo tinh tú (2011) thu về 20 triệu yên, hay Vườn ngôn từ (2013) chỉ được công chiếu ở 23 rạp và thu về vỏn vẹn 150 triệu yên. Theo nhà sản xuất Genki, kinh phí sản xuất phim này do đó cũng bị hạn chế, thậm chí thấp hơn cả mức trung bình của các phim do Toho phát hành. Đó là chưa kể đến việc đối tượng khán giả mà đạo diễn Makoto nhắm tới ban đầu chỉ là thanh thiếu niên. Ngoài ra, việc bộ phim không được phát hành trong kì nghỉ xuân hay kì nghỉ hè, là những thời điểm thu hút người đến rạp xem phim, mà chỉ được chiếu vào cuối hè, khi người đi làm trở lại công sở và học sinh qua lại trường học, và việc không có đài truyền hình nào tham gia vào hội đồng sản xuất của phim để hỗ trợ quảng bá cũng làm ảnh hưởng đến khả năng kiếm tiền của bộ phim này. Thế nên, việc Your Name đạt được thành công khổng lồ ở các phòng vé Nhật Bản là điều nằm ngoài dự đoán của cả đạo diễn Makoto lẫn nhà phát hành phim Toho, vốn đã đưa ra dự báo doanh thu bộ phim chỉ ở mức từ 2 đến 6 tỉ yên. Nhiều yếu tố được đưa ra để lý giải cho sự thành công của bộ phim:
Đài NHK đã thực hiện một phóng sự về thành công của bộ phim, và thấy rằng việc phát hành bài hát chủ đề của phim "Zenzenzense" và những bản hát lại do người hâm mộ thực hiện trên mạng Internet hai tuần trước ngày công chiếu đã làm dấy lên sự quan tâm của mọi người đối với tác phẩm này. Biên tập viên Suzuki Masanobu của tạp chí Animage cũng cho rằng phần lời và nhạc của các bài hát trong phim, đặc biệt là bài "Sparkle", đã giúp khán giả hòa điệu với diễn biến của câu chuyện, tạo nên một trải nghiệm tương tự như trải nghiệm tại một buổi hòa nhạc và thôi thúc khán giả quay trở lại rạp cũng như kêu gọi những người xung quanh cùng xem.
Một trong những yếu tố bất lợi kể trên về thời gian ra mắt thực chất đã có tác dụng ngược và giúp danh tiếng của bộ phim lan truyền khi học sinh trở lại trường và kể cho nhau nghe về những bộ phim hay mà chúng vừa mới xem. Độ tuổi của khán giả cũng dần mở rộng từ tuần lễ thứ hai công chiếu. Theo đài NHK, trong tuần lễ thứ 14, gần một nữa số người xem bộ phim có độ tuổi trên 30, so với mức 31,4% trong tuần đầu tiên. Theo đài này nhận định, việc bộ phim thu hút cả khán giả trưởng thành là nhờ câu chuyện trong phim khiến người xem hồi tưởng lại những mối quan hệ mà họ đã đánh mất thời trẻ.
Chủ tịch Toho Shimatani Yoshishige đánh giá chính nhờ các mạng xã hội như Facebook và Twitter đã giúp phổ biến những lời truyền miệng về bộ phim. Theo Manga.tokyo, sự thành công của phim đến từ những yếu tố: số lượng lớn người hâm mộ trung thành của Shinkai Makoto, sự chuyển đổi cách kể chuyện sang chiều hướng tươi sáng hơn, câu chuyện bắt đúng tâm tư của người xem trẻ tuổi, sự đồng cảm với thảm hoạ động đất sóng thần 2011 và sự tái phát hiện các giá trị của Nhật Bản. Còn trang Jpninfo cho rằng, sự tham gia của đạo diễn hoạt hình Ando Masashi cùng nhà thiết kế nhân vật Tanaka Masayoshi bên cạnh đạo diễn Makoto chính là một trong những yếu tố góp phần vào sự thành công của phim. Patrick St. Michel của tờ The Atlantic nhận xét Your Name đã đồng điệu sâu sắc với khán giả Nhật Bản khi đề cập đến những cộng đồng nông thôn biến mất sau thảm hoạ động đất và sóng thần 2011, cũng như đã chạm đến những khó khăn hiển hiện đã ập đến với người dân sau thảm hoạ. Tác giả này cũng cho rằng bộ phim chính là tác phẩm chứa nhiều hy vọng nhất dành cho những người trẻ, trước bối cảnh già hoá dân số Nhật Bản và tỉ lệ thất nghiệp cao. Bloomberg thì cho rằng sự thành công của Your Name nằm trong một xu hướng lớn hơn tại Nhật Bản, khi các phim nội địa dần đánh bại các phim nước ngoài, đặc biệt là các phim Hollywood.
Sau thành công ban đầu của phim, việc Toho đẩy mạnh quảng bá tác phẩm trên nhiều mặt trận cũng giúp cho danh tiếng của bộ phim được lan tỏa. Những chiến dịch quảng bá của Toho bao gồm:
- Hợp tác với chuỗi trung tâm thương mại Parco để mở các quán cà phê chủ đề Your Name tại các thành phố lớn của Nhật.
- Cùng với công ty giáo dục Z-kai tổ chức buổi triển lãm giới thiệu bản thảo phim tại bảo tàng Ooka Makoto Kotoba, quận Shizuoka.
- Cho phép chuỗi cửa hàng đồ điện tử Bic Camera trình chiếu các đoạn phim Your Name trên các màn hình cửa hàng.
- Cho phép thương hiệu Your Name được sử dụng trên hầu hết các loại hàng hóa, ngoại trừ các mặt hàng trái với thuần phong mỹ tục, và các loại hàng trẻ em không được phép mua như bia rượu. Tại chuỗi cửa hàng Loft, các sản phẩm Your Name do Gray Parka Service sản xuất được dành một góc trưng bày đặc biệt.

### Đánh giá chuyên môn
Your Name đã được giới phê bình khen ngợi nhiệt liệt. Trên trang web tổng hợp đánh giá phim Rotten Tomatoes, bộ phim có đánh giá 97% với "Chứng nhận Tươi" (Certified Fresh), dựa trên 101 bài đánh giá, và có điểm đánh giá trung bình 8,2/10. Trang web kết luận, "Vừa đẹp cả về hình ảnh lẫn cảm xúc, Your Name – Tên cậu là gì? đã thêm một chương xuất sắc khác vào sự nghiệp của nhà văn-đạo diễn Makoto." Trên Metacritic, bộ phim được chấm 79 trên 100, dựa trên 25 ý kiến phê bình.
| Đánh giá chuyên môn      | Đánh giá chuyên môn        |
| Điểm trung bình          | Điểm trung bình            |
| Nguồn                    | Đánh giá                   |
| ------------------------ | -------------------------- |
| Metacritic               | 79 điểm (25 bài đánh giá)  |
| Rotten Tomatoes          | 97% (97 bài đánh giá)      |
| Nguồn đánh giá           |                            |
| Nguồn                    | Đánh giá                   |
| The Guardian             | Mark Kermode · 5/5         |
| Empire                   | Dan Jolin · 5/5            |
| DIY                      | Alan Simmons · 5/5         |
| South China Morning Post | Edmund Lee · 4,5/5         |
| Rogerebert.com           | Brian Tallerico · 3,5/4    |
| Financial Times          | Danny Leigh · 4/5          |
| The Independent          | Geoffrey Macnab · 4/5      |
| The Times                | Kate Muir · 4/5            |
| The Japan Times          | Mark Schilling · 4/5       |
| London Evening Standard  | Charlotte O'Sullivan · 3/5 |
| Chicago Tribune          | Peter Debruge · 3/5        |
| The Seattle Times        | Tom Keogh · 1.5/4          |

Mark Schilling từ The Japan Times cho bộ phim 4/5 điểm và ca ngợi "sự kết hợp của chi tiết chân thực tuyệt vời và tính giả tưởng trên nền tảng cảm xúc". Tuy nhiên, ông chỉ trích bộ phim vì lạm dụng quá mức "chiêu trò gây cười bằng sự thẹn thùng và lúng túng của tuổi thiếu niên" và cái kết "không gây bất ngờ cho những ai đã từng xem thể loại seishun eiga (tâm lý tuổi trẻ) của Nhật Bản". Suzuki Toshio, cựu chủ tịch của Studio Ghibli và là đồng sự trước đây của Miyazaki Hayao, tiết lộ Toho đã mời ông xem qua bộ phim trước khi chính thức công chiếu, và ông ca ngợi mọi thứ trong phim, từ cốt truyện, lời thoại, âm nhạc cho đến nhân vật, đều thực sự tuyệt vời. Đạo diễn Iwai Shunji bình luận đây chính là tác phẩm đỉnh cao của Shinkai Makoto; còn đạo diễn Akimoto Yasushi cho biết, bộ phim khiến cho trái tim ông thổn thức như lá cây xào xạc trong gió, và thế giới mà Shinkai Makoto vẽ ra chứa đầy hy vọng; trong khi ca sĩ Hata Motohiro, người từng hợp tác với Shinkai Makoto trong Vườn ngôn từ, nhận xét rằng những cảm xúc phức tạp trong phim khiến anh không thể nói nên lời sau khi xem xong. Đạo diễn Yamamoto Yutaka đăng trên blog cá nhân rằng bộ phim khiến ông thấy ghen tị với Shinkai Makoto và cảm thấy mình chỉ là kẻ thua cuộc thảm hại.
Bên ngoài Nhật Bản bộ phim cũng được đón nhận rất tích cực. Charlotte O'Sullivan của tờ London Evening Standard chấm bộ phim 3/5 điểm, với nhận định phần hoạt hình được thể hiện một cách thanh tao, nhưng đạo diễn Makoto vẫn chưa thể đạt được tầm của Miyazaki về mặt cốt truyện. Eleanor Warnock của tờ The Wall Street Journal bình luận "bộ phim đã phản ánh một khái niệm số hoá của thế giới." Trên tờ Financial Times, Danny Leigh chấm bộ phim 4/5 sao với tựa đề ngắn gọn, "vượt trên cả sự lộng lẫy" và cho rằng bộ phim sẽ khiến "khán giả há hốc mồm vì kinh ngạc". Tác giả Geoffrey Macnab của tờ The Independent cũng cho bộ phim số điểm tương tự khi nhận xét "bằng cách nào đó, đạo diễn Shinkai đã có thể kết hợp sự lãng mạn, chính trị giới tính, một câu chuyện phiêu lưu, một câu chuyện về nỗi đau tuổi trẻ với một câu chuyện vượt thời gian trong khi thể hiện nỗi sợ hậu thảm hoạ Fukushima." Kate Muir miêu tả trên tờ The Times, Your Name là một bộ phim hoạt hình tráng lệ đến từ Nhật Bản dành cho người trưởng thành trẻ tuổi." Nhà báo Nicholas Barber của BBC và nhà phê bình Robbie Collin của The Daily Telegraph đều xếp tác phẩm hoạt hình này vào danh sách 10 bộ phim xuất sắc nhất năm 2016. Mark Kermode đã bình chọn Your Name là bộ phim xuất sắc thứ 9 được phát hành tại vương quốc Anh trong năm 2016, ông cũng nhận xét trên tờ The Guardian rằng, "với tác phẩm trữ tình chói sáng này, Makoto Shinkai đã biến mình trở thành vua hoạt hình mới của Nhật Bản", cùng với đánh giá tuyệt đối 5/5. Tạp chí DIY với nhà phê bình Alan Simmons cũng cho bộ phim 5 sao tuyệt đối khi nhận định, "Đây là một bộ phim tình cảm cực kỳ dễ thương và ướt át". Tờ nhật báo Hồng Kông South China Morning Post đăng bài phê bình của tác giả Edmund Lee nhận xét, "với hình ảnh choáng ngợp và cái nhìn sâu sắc về cái chết và sự quên lãng, Your Name là một đoàn tàu lượn siêu tốc của cảm xúc mà bất cứ ai cũng có thể tận hưởng". Trên The Hollywood News, Luke Ryan Baldock, nhà phê bình tại liên hoan phim London 2016, đã chấm tác phẩm điện ảnh này 5/5 điểm, với lời tổng kết, "Đẹp ngoài sức tưởng tượng, Your Name là một tác phẩm trữ tình quyến rũ". Kevin Harley trên Gamesradar, tạp chí Totalfilm bình luận, "một bộ phim xoắn não làm cho những con tim thổn thức, tác phẩm trữ tình choáng ngợp của Shinkai chứa đầy cảm xúc và sự khám phá mới", còn Dan Jolin trên trang Empire khẳng định, "nếu bạn chỉ có thể xem một phim hoạt hình dài của Nhật Bản trong năm nay, hãy xem phim này, và hãy xem nó nhiều lần". Cả hai tác giả đều chấm bộ phim điểm tối đa 5/5. Peter Debruge của tờ Chicago Tribune thì nhận xét "câu chuyện tình cảm phi thường này đến từ Makoto Shinkai, một đạo diễn hoạt hình tài năng đang nổi".
Boon Chan của The Straits Times chấm bộ phim 4/5 điểm, trong khi biên tập viên của tờ Bangkok Post thì nhận định Shinkai Makoto đã đẩy lùi các giới hạn của anime. Iain McNally của The Hyped Greek cũng đã cho bộ phim 4,5/5 điểm với lời tổng kết, "sau phần mở đầu khá chậm, Your Name đã trở thành một trong số những phim gây bất ngờ, cảm động và mê đắm nhất của năm". Nhà phê bình phim Graham trên trang web đánh giá phim của Ireland Scannain đã chấm bộ phim 4,8/5 sao, bên cạnh điểm tuyệt đối 5/5 cho hình ảnh và kịch bản, cùng với lời tuyên bố "Bạn có tin tình yêu sẽ chế ngự tất cả? Bạn sẽ tin sau khi xem xong Your Name". Tương tự, bộ phim đã nhận được 4,5/5 điểm từ trang web phê bình phim của Úc The AU Review với lời nhận xét của tác giả Natalia Wikana, "với những nhân vật tươi tắn và hình ảnh choáng ngợp, bộ phim sẽ khiến cho bạn bị mê hoặc". Nhà phê bình David Ehrlich chấm bộ phim điểm B trên IndieWire với nhận xét, "tác phẩm Nhật Bản tráng lệ này xứng đáng với những lời tán dương". Tương tự, Mithrandiel từ Mithical Entertainment đã cho bộ phim điểm 5/5, bên cạnh các điểm tuyệt đối cho hình ảnh, cốt truyện, nhân vật và âm nhạc. Trên trang Rogerebert.com, nhà phê bình Brian Tallerico chấm bộ phim 3,5/4 sao với nhận xét "một tác phẩm đẹp đẽ, quyến rũ".
Sau ra mắt tại Pháp, tác phẩm này đã nhận được đánh giá tích cực từ báo chí Pháp, với trang Allocine đưa ra mức điểm 4,0/5 tổng hợp từ 25 bài đánh giá tiếng Pháp. Trên trang Ciné-Asie, tác giả Philippe Prieur ca ngợi Your Name là một kiệt tác về hoạt hình không thể bỏ lỡ, cùng với số sao hoàn hảo 5/5. Nhà phê bình người Pháp Louis Verdoux của Critique Cinema đánh giá bộ phim 4,5/5 điểm, với lời bình "cùng với sự kết hợp của nhiều thể loại và sự thăng hoa của hình ảnh, Your Name trở thành một thành tựu hoàn hảo, và là một kiệt tác trong năm 2016". Ida Gonthier của l'Info Tout Court chấm bộ phim 9,5 điểm – Magnifique! khi khen ngợi bộ phim là một tác phẩm lộng lẫy và đầy bất ngờ. Sylvestre Picard của báo Premiere gọi đây là một tuyệt phẩm và là một cơn bão trong thế giới điện ảnh. Trên tờ Le Monde, Mathieu Macheret đánh giá đạo diễn Makoto đã cho người xem thấy mình là một hoạ sĩ vẽ nên tâm hồn lứa tuổi thiếu niên thật đáng gờm. Nhà báo Vincent Ostria của tờ L'Humanité nhận xét, bộ phim là một hỗn hợp phức tạp của những nghịch lý không thời gian và một câu chuyện trữ tình, nhưng cũng không thiếu sự hài hước; vừa quyến rũ nhưng cũng rất choáng ngợp. Tác giả Yoan Orszulik trên trang Filmosphere kết luận, "với sự giao thoa của các thể loại trữ tình lãng mạn, khoa học giả tưởng, hài tình huống, phim thảm hoạ và phim triết lý, bộ phim đã trở thành một kỳ quan mới trong sự nghiệp làm phim của Shinkai Makoto". Machi trên Justfocus tán dương bộ phim là một dấu ấn đáng nhớ trong làng hoạt hình thế giới với số điểm 93 trên 100.
Tác giả Minh Khuê trên báo Người Lao động ca ngợi, "không chỉ đồ họa cực đẹp, kịch bản chặt chẽ, phim vượt thoát khỏi ngôn tình bề nổi, chứa đựng nhiều giá trị lớn hơn". Còn trên báo Trí Thức Việt, tác giả Phúc Du bình luận, "Your Name đã trở thành một tượng đài mới trong lòng những người say mê anime". Nhà báo Văn Thuận của báo Thanh Niên nhận xét, "không đi theo lối mòn và không thừa thải về mặt nội dung lẫn hình thức đã giúp cho Your Name lấy trọn cảm xúc của người xem, đồng thời mang đến cái nhìn đa sắc thái hơn về tác phẩm." Anh Trâm trên Zing News bình luận, "mọi thứ trong bộ phim hoạt hình mới của Makoto Shinkai đều gần như hoàn hảo", và chấm bộ phim 4/5 điểm.
Trái ngược với ý kiến của đồng nghiệp Brian Tallerico trên trang Rogerebert.com, nhà phê bình Simon Abrams của chuyên trang này không đánh giá Your Name là một bộ phim vĩ đại hay là mang đến bất kì sự thấu tỏ lớn lao nào, nhưng ông vẫn thừa nhận đây là một bộ phim dễ thương và đáng kinh ngạc về mặt hình ảnh, cũng như gây tác động mạnh đến bản thân khi nó giúp ông nhìn lại chính mình chậm rãi và thấu đáo hơn. Yoshi Yatabe, giám đốc chương trình của liên hoan phim quốc tế Tokyo, cho rằng mặc dù bộ phim là một sự thành công ngoạn mục, nhưng những tình tiết về "nữ sinh du hành thời gian", "đồng phục thủy thủ", "trời xanh mây trắng" thường thấy trong nhiều phim anime khác đã khiến cho bộ phim trở nên trẻ con so với các phim nước ngoài. Nhà phê bình Tom Keogh của The Seattle Times chỉ cho Your Name 1,5/4 sao khi chê trách bộ phim đã bị nhồi nhét quá nhiều và quá phức tạp.
Sự thành công ngoài dự kiến của bộ phim khiến cho chính đạo diễn Makoto lo lắng. Ông thậm chí còn kêu gọi người hâm mộ ngừng đi xem bộ phim, và hy vọng rằng bộ phim không đoạt giải Oscar, vì trình độ của ông vẫn chưa thể ngang hàng với đạo diễn huyền thoại Miyazaki Hayao.

### Giải thưởng
| 2016 | Liên hoan phim Sitges lần thứ 49                                         | Phim hoạt hình dài xuất sắc nhất                              | Your Name – Tên cậu là gì?                                            | Đoạt giải | [ 489 ]                     |
| 2016 | Liên hoan phim BFI Luân Đôn lần thứ 60                                   | Phim xuất sắc nhất                                            | Your Name – Tên cậu là gì?                                            | Đề cử     | [ 94 ]                      |
| 2016 | Liên hoan phim quốc tế Bucheon lần thứ 18                                | Phim hoạt hình dài độc đáo nhất                               | Your Name – Tên cậu là gì?                                            | Đoạt giải | [ 490 ]                     |
| 2016 | Liên hoan phim quốc tế Bucheon lần thứ 18                                | Phim hoạt hình xuất sắc nhất do khán giả bình chọn            | Your Name – Tên cậu là gì?                                            | Đoạt giải | [ 490 ]                     |
| 2016 | Liên hoan phim quốc tế Tokyo lần thứ 29                                  | Giải Arigatō                                                  | Shinkai Makoto                                                        | Đoạt giải | [ 98 ]                      |
| 2016 | Giải thưởng Thu âm Nhật Bản lần thứ 58                                   | Giải thưởng đặc biệt                                          | Radwipms                                                              | Đoạt giải | [ 491 ]                     |
| 2016 | Giải thưởng Tìm kiếm của Yahoo! Nhật Bản năm 2016                        | Phim xuất sắc nhất                                            | Your Name – Tên cậu là gì?                                            | Đoạt giải | [ 492 ]                     |
| 2016 | Giải thưởng Anime Newtype lần thứ 6                                      | Phim xuất sắc nhất                                            | Your Name – Tên cậu là gì?                                            | Đoạt giải | [ 66 ]                      |
| 2016 | Giải thưởng Anime Newtype lần thứ 6                                      | Đạo diễn xuất sắc nhất                                        | Shinkai Makoto                                                        | Đề cử     | [ 66 ]                      |
| 2016 | Giải thưởng Anime Newtype lần thứ 6                                      | Bài hát chủ đề xuất sắc nhất                                  | Zenzenzense (Radwipms)                                                | Á quân    | [ 66 ]                      |
| 2016 | Giải thưởng Anime Newtype lần thứ 6                                      | Nhạc phim xuất sắc nhất                                       | Your Name – Tên cậu là gì? (Radwipms)                                 | Á quân    | [ 66 ]                      |
| 2016 | Giải thưởng phim Hochi lần thứ 41                                        | Phim điện ảnh xuất sắc nhất                                   | Your Name – Tên cậu là gì?                                            | Đề cử     | [ 493 ]                     |
| 2016 | Giải thưởng phim Hochi lần thứ 41                                        | Giải thưởng đặc biệt                                          | Your Name – Tên cậu là gì?                                            | Đoạt giải | [ 493 ]                     |
| 2016 | Giải thưởng phim Nikkan Sports lần thứ 29                                | Phim xuất sắc nhất                                            | Your Name – Tên cậu là gì?                                            | Đề cử     | [ 494 ]                     |
| 2016 | Giải thưởng phim Nikkan Sports lần thứ 29                                | Đạo diễn xuất sắc nhất                                        | Shinkai Makoto                                                        | Đoạt giải | [ 494 ]                     |
| 2016 | Giải thưởng Hiệp hội phê bình phim Los Angeles năm 2016                  | Phim hoạt hình xuất sắc nhất                                  | Your Name – Tên cậu là gì?                                            | Đoạt giải | [ 495 ]                     |
| 2016 | Best Team of The Year 2016                                               | Giải thưởng độc đáo đặc biệt                                  | Đoàn Your Name – Tên cậu là gì?                                       | Đoạt giải | [ 496 ]                     |
| 2016 | Women Film Critics Circle 2016                                           | Nhân vật hoạt hình nữ xuất sắc nhất                           | Your Name – Tên cậu là gì?                                            | Đề cử     | [ 497 ]                     |
| 2017 | Giải Annie lần thứ 44                                                    | Phim hoạt hình dài xuất sắc nhất – Độc lập                    | Your Name – Tên cậu là gì?                                            | Đề cử     | [ 498 ]                     |
| 2017 | Giải Annie lần thứ 44                                                    | Thành tựu xuất sắc trong việc đạo diễn một tác phẩm hoạt hình | Shinkai Makoto                                                        | Đề cử     | [ 498 ]                     |
| 2017 | Giải thưởng Satellite lần thứ 21                                         | Hoạt hình hay tác phẩm hỗn hợp xuất sắc nhất                  | Your Name – Tên cậu là gì?                                            | Đề cử     | [ 499 ]                     |
| 2017 | Giải thưởng phim Mainichi lần thứ 71                                     | Phim hoạt hình xuất sắc nhất                                  | Your Name – Tên cậu là gì?                                            | Đoạt giải | [ 500 ]                     |
| 2017 | Giải thưởng phim Mainichi lần thứ 71                                     | Giải TSUTAYA × Filmarks do người hâm mộ bình chọn             | Your Name – Tên cậu là gì?                                            | Đoạt giải | [ 500 ]                     |
| 2017 | Giải thưởng phim Mainichi lần thứ 71                                     | Âm nhạc xuất sắc nhất                                         | Radwipms                                                              | Đề cử     | [ 500 ]                     |
| 2017 | Giải thưởng Blue Ribbon lần thứ 59                                       | Phim điện ảnh xuất sắc nhất                                   | Your Name – Tên cậu là gì?                                            | Đề cử     | [ 501 ]                     |
| 2017 | Giải thưởng Blue Ribbon lần thứ 59                                       | Đạo diễn xuất sắc nhất                                        | Shinkai Makoto                                                        | Đề cử     | [ 501 ]                     |
| 2017 | Giải thưởng Blue Ribbon lần thứ 59                                       | Giải thưởng đặc biệt                                          | Shinkai Makoto                                                        | Đoạt giải | [ 502 ] [ 503 ]             |
| 2017 | Giải thưởng phim Châu Á lần thứ 11                                       | Biên kịch xuất sắc nhất                                       | Shinkai Makoto                                                        | Đề cử     | [ 504 ]                     |
| 2017 | Giải Viện Hàn lâm Nhật Bản lần thứ 40                                    | Phim hoạt hình xuất sắc nhất của năm                          | Your Name – Tên cậu là gì?                                            | Đề cử     | [ 68 ] [ 69 ] [ 505 ]       |
| 2017 | Giải Viện Hàn lâm Nhật Bản lần thứ 40                                    | Đạo diễn xuất sắc nhất của năm                                | Shinkai Makoto                                                        | Đề cử     | [ 68 ] [ 69 ] [ 505 ]       |
| 2017 | Giải Viện Hàn lâm Nhật Bản lần thứ 40                                    | Kịch bản xuất sắc nhất                                        | Shinkai Makoto                                                        | Đoạt giải | [ 68 ] [ 69 ] [ 505 ]       |
| 2017 | Giải Viện Hàn lâm Nhật Bản lần thứ 40                                    | Nhạc phim xuất sắc nhất                                       | Radwipms                                                              | Đoạt giải | [ 68 ] [ 69 ] [ 505 ]       |
| 2017 | Giải Viện Hàn lâm Nhật Bản lần thứ 40                                    | Giải thưởng phim do khán giả bình chọn                        | Your Name – Tên cậu là gì?                                            | Đoạt giải | [ 506 ]                     |
| 2017 | Giải thưởng Elan d'or 2017                                               | Nhà sản xuất xuất sắc nhất                                    | Kawaguchi Noritaka                                                    | Đoạt giải | [ 507 ] [ 508 ]             |
| 2017 | Giải thưởng Susumu Watanabe lần thứ 12                                   | Nhà sản xuất xuất sắc nhất                                    | Kawamura Genki                                                        | Đoạt giải | [ 509 ]                     |
| 2017 | Liên hoan phim Anima 2017                                                | Phim hoạt hình dài xuất sắc nhất do khán giả bình chọn        | Your Name – Tên cậu là gì?                                            | Đoạt giải | [ 510 ]                     |
| 2017 | Giải thưởng Japan Expo 2017                                              | Daruma vàng cho anime                                         | Your Name – Tên cậu là gì?                                            | Đoạt giải | [ 511 ] [ 512 ]             |
| 2017 | Giải thưởng Japan Expo 2017                                              | Daruma cho kịch bản anime xuất sắc nhất                       | Your Name – Tên cậu là gì? bởi Shinkai Makoto                         | Đoạt giải | [ 511 ] [ 512 ]             |
| 2017 | Giải thưởng Japan Expo 2017                                              | Daruma cho đạo diễn xuất sắc nhất                             | Your Name – Tên cậu là gì? bởi Shinkai Makoto                         | Đoạt giải | [ 511 ] [ 512 ]             |
| 2017 | Giải thưởng Japan Expo 2017                                              | Daruma cho nhạc phim xuất sắc nhất                            | Your Name – Tên cậu là gì? bởi Radwipms                               | Đoạt giải | [ 511 ] [ 512 ]             |
| 2017 | Giải thưởng Japan Expo 2017                                              | Daruma cho phim / OAV xuất sắc nhất do công chúng bình chọn   | Your Name – Tên cậu là gì?                                            | Đoạt giải | [ 511 ] [ 512 ]             |
| 2017 | Giải thưởng Âm nhạc Space Shower 2017                                    | Nghệ sĩ của năm                                               | Radwipms                                                              | Đoạt giải | [ 70 ] [ 71 ]               |
| 2017 | Giải thưởng Âm nhạc Space Shower 2017                                    | Nghệ sĩ Rock xuất sắc nhất                                    | Radwipms                                                              | Đoạt giải | [ 70 ] [ 71 ]               |
| 2017 | Liên hoan Nghệ thuật truyền thông Nhật Bản lần thứ 20                    | Giải thưởng Lớn cho phim hoạt hình                            | Your Name – Tên cậu là gì?                                            | Đoạt giải | [ 513 ] [ 514 ]             |
| 2017 | Giải thưởng SUGOI JAPAN® 2017                                            | Tiểu thuyết Giải trí                                          | Your Name – Tên cậu là gì? (tiểu thuyết)                              | Đoạt giải | [ 515 ]                     |
| 2017 | Seiyu Awards lần thứ 11                                                  | Synergy Award                                                 | Your Name – Tên cậu là gì?                                            | Đoạt giải | [ 21 ] [ 22 ] [ 23 ] [ 24 ] |
| 2017 | Seiyu Awards lần thứ 11                                                  | Diễn viên nam chính xuất sắc nhất                             | Kamiki Ryunosuke                                                      | Đoạt giải | [ 21 ] [ 22 ] [ 23 ] [ 24 ] |
| 2017 | Seiyu Awards lần thứ 11                                                  | Diễn viên nữ chính xuất sắc nhất                              | Kamishiraishi Mone                                                    | Đoạt giải | [ 21 ] [ 22 ] [ 23 ] [ 24 ] |
| 2017 | Giải thưởng Seiun lần thứ 48                                             | Phương tiện truyền thông                                      | Your Name – Tên cậu là gì?                                            | Đề cử     | [ 516 ]                     |
| 2017 | Giải thưởng Fujimoto lần thứ 36                                          | Giải Fujimoto                                                 | Your Name – Tên cậu là gì? bởi Shinkai Makoto và Kawamura Genki       | Đoạt giải | [ 517 ] [ 518 ]             |
| 2017 | Giải phê bình phim Nhật Bản lần thứ 26                                   | Đạo diễn phim hoạt hình xuất sắc nhất                         | Shinkai Makoto                                                        | Đoạt giải | [ 519 ] [ 520 ]             |
| 2017 | Giải thưởng Viện hàn lâm Nghệ thuật Điện ảnh và Truyền hình Úc lần thứ 7 | Phim Châu Á xuất sắc nhất                                     | Your Name – Tên cậu là gì?                                            | Đề cử     | [ 521 ]                     |
| 2017 | Giải thưởng Giới phê bình phim San Francisco 2017                        | Phim hoạt hình xuất sắc nhất                                  | Your Name – Tên cậu là gì?                                            | Đề cử     | [ 522 ]                     |
| 2018 | Giải thưởng Hiệp hội phê bình phim Austin 2017                           | Phim hoạt hình xuất sắc nhất                                  | Your Name – Tên cậu là gì?                                            | Đề cử     | [ 523 ]                     |
| 2018 | Giải thưởng Harvey 2018                                                  | Manga xuất sắc nhất                                           | Manga Your Name – Tên cậu là gì? bởi Shinkai Makoto và Kotone Ranmaru | Đề cử     | [ 524 ]                     |

## Tranh cãi

### Bản quyền
Diễn viên Yoshida Terumi đã vẽ một bức tranh sơn dầu châm biếm có tên gọi Kono sekai no katasumi no Kimi no Na Wa, Shin Gojira (この世界の片隅の君の名は、晋ゴジラ Tên của cậu trong góc của thế giới này là Shin Godzilla), kết hợp hình ảnh trên áp phích của các bộ phim Your Name – Tên cậu là gì?, Sự hồi sinh: Shin Godzilla và Kono Sekai no Katasumi ni với đầu của thủ tướng Nhật Abe Shinzō thay cho đầu của Godzilla, và đăng tải nó lên Twitter. Điều này đã làm dấy lên tranh luận liệu tác phẩm này có xâm phạm bản quyền khi người vẽ không xin phép chủ sở hữu của các bộ phim kể trên.
Trước đó, vào tháng 11, một người đàn ông 54 tuổi sống ở Fujisawa, Kanagawa đã bị cảnh sát bắt giữ và truy tố vì đã sử dụng dịch vụ chia sẻ tệp tin để đăng tải trái phép Your Name – Tên cậu là gì? lên mạng internet. Trong tháng 2 năm 2017 cũng có thêm 3 người ở tỉnh Osaka bị bắt giữ vì tình nghi đăng tải trái phép phim lên mạng. Bộ phận quản lý bản quyền của hội đồng sản xuất phim hồi tháng 9 đã lập một tài khoản Twitter chuyên dụng để cảnh báo và kêu gọi người dùng không chia sẻ phát tán phim bất hợp pháp. Ngày 10 tháng 5 năm 2017, cảnh sát thông báo đã bắt giữ một người đàn ông 32 tuổi đến từ Hino, Tokyo vì tình nghi người này bán những bức tranh nhân vật hoạt hình trong Your Name với chữ ký giả mạo của đạo diễn Shinkai.

### Đạo ý tưởng
Sau khi trở thành hiện tượng tại Hàn Quốc, Your Name bị một số người dùng trên mạng xã hội tại đất nước này nghi ngờ đã đạo ý tưởng từ bộ phim Siworae ra mắt vào năm 2000, từng được Hollywood chuyển thể thành phim The Lake House. Những điểm giống nhau được so sánh bao gồm việc không thời gian trong phim bị uốn cong, hai nhân vật chính quen nhau một cách thần kỳ, một trong hai người đã bị tai nạn chết, và tương lai thay đổi vào cuối phim.
Khi tôi xem Your Name trong rạp, tôi cũng đã nghĩ "Khoan đã, có lẽ nào...?" Nhưng đó chỉ là cảm giác của tôi. Nếu người đạo diễn tạo ra được đủ sự khác biệt thì đấy chính là một tác phẩm nguyên bản. Thế nên bạn chẳng thể gọi đó là một sự đạo nhái được. 
Vào tháng 7 năm 2017, một người dùng Youtube đã đăng video so sánh sự giống nhau giữa các cảnh phim trong Your Name và Cầu vồng đom đóm – Kỳ nghỉ hè vĩnh cửu và nghi ngờ Shinkai Makoto đã nhái lại bộ anime được sản xuất vào năm 2013 này. Tuy nhiên, chính đạo diễn của Cầu vồng đom đóm – Kỳ nghỉ hè vĩnh cửu, Uda Kōnosuke, đã phản bác lại nghi ngờ này trên Twitter.

### Kỳ thị nữ giới
Tại Hàn Quốc, bộ phim trở thành đề tài gây tranh cãi trên mạng xã hội vì hành động của nam chính sờ soạng cơ thể của nhân vật nữ hay cảnh có góc nhìn từ dưới váy lên bị cho là "kỳ thị nữ giới", nhất là sau khi trưởng nhóm ban nhạc Infinite Kim Sung-kyu, người từng có những bình luận bị cho là công kích nữ giới, đăng một áp phích ủng hộ bộ phim lên trang mạng Instagram vào ngày 17 tháng 1 năm 2017. Nhà văn, chánh án toà án quận Đông Seul You-Suk Moon cũng cho rằng những tình huống trên là không cần thiết và gây khó chịu, mặc dù chính ông cũng quen thuộc với văn hoá manga-anime.

### Honmono
Vấn đề về Honmono (tiếng Hàn: 혼모노/ 本物), thuật ngữ chỉ những người hâm mộ nhiệt thành hay còn gọi là otaku, bắt đầu gây chú ý tại Hàn Quốc sau khi bộ phim ra mắt. Honmono bị chỉ trích bởi sự cuồng nhiệt thái quá của họ gây hại cho người xung quanh, khi họ làm những hành động khiến những người xem khác khó chịu, như đứng lên chắn tầm nhìn, đột nhiên vỗ tay, hô to tên đạo diễn, v.v. Họ cũng vấp phải sự chỉ trích khi một bức ảnh thùng rác chứa đầy bắp rang tại một rạp chiếu phim xuất hiện trên internet, thể hiện việc nhiều người hâm mộ chỉ mua bắp và nước để lấy những món quà sưu tầm kèm theo phim và sẵn sàng đổ bỏ phần đồ ăn được chứa bên trong. Để đối phó, hệ thống rạp Megabox dự kiến tổ chức các suất chiếu đặc biệt vào cuối tuần thứ ba của tháng 2 khi khán giả có thể thoải mái hát theo nhạc phim mà không ảnh hưởng đến những người xung quanh.

## Tác động

### Điện ảnh Nhật Bản
Với 23,56 tỉ yên tiền bán vé, Your Name là phim có doanh thu cao nhất Nhật Bản trong năm 2016, chiếm khoảng 10% tổng doanh thu 235,5 tỉ yên của điện ảnh Nhật Bản trong năm này. Theo Hiệp hội các nhà sản xuất phim Nhật Bản, mức tổng doanh thu này tăng 8,5% so với năm ngoái, và là mức thu cao nhất tính từ năm 2000. Doanh thu ở nước ngoài của điện ảnh Nhật Bản cũng tăng 40%, lên mức 144 triệu đô la Mỹ, chủ yếu nhờ vào sự thành công của bộ phim này. Thành công của Your Name trên toàn cầu còn góp phần không nhỏ vào doanh thu kỉ lục 2,9 triệu tỉ yên của nền công nghiệp hoạt hình Nhật Bản trong năm 2016, theo báo cáo của hiệp hội Hoạt hình Nhật Bản.
Trước những con số này, giám đốc hãng phim Shochiku Sakohon Junichi ca ngợi, Your Name là một tác phẩm của thời đại mới vượt qua khỏi những khuôn khổ của hoạt hình, còn đại diện Toho, nhà sản xuất Shimaya Yosunari bình luận, bộ phim đã mở ra một kỉ nguyên mới cho ngành hoạt hình. Phó Chánh văn phòng Nội các Nhật Bản Koichi Hagiuda trong chuyến công tác đến Bắc Kinh đã tuyên bố, sau thành công của Your Name tại Trung Quốc, ông kỳ vọng rằng sẽ có thêm nhiều phim Nhật Bản được trình chiếu tại nước này. Nhờ tác động của Your Name, nhiều phim anime sẽ được ra rạp tại Hàn Quốc trong năm 2017.

### Tài chính
Màn ra mắt thành công của Your Name, cùng với bom tấn Sự Hồi Sinh: Shin Godzilla trước đó, đã giúp nâng cao giá trị cổ phiếu của Toho Co., Ltd. trên thị trường chứng khoán Nhật Bản. Giá cổ phiếu của Toho vào ngày 30 tháng 8, ngay sau khi bộ phim công chiếu là 2824 yên, thấp nhất kể từ ngày 24 tháng 6. Nhưng sau khi số liệu doanh thu trong tuần đầu tiên được công bố trong ngày kế tiếp, giá cổ phiếu của công ty đã tăng thêm 6%. Tính đến 26 tháng 9 năm 2016, sau khi thông tin về việc bộ phim có mức doanh thu vượt 10 tỉ yên được xác nhận, giá trị cổ phiếu của Toho đã đạt 3430 yên, gấp 1,3 lần thời điểm 24 tháng 6. Vào ngày 17 tháng 10, Toho đã công bố doanh thu tài chính tạm thời giai đoạn tháng 3 đến tháng 8 của năm tài khoá kết thúc vào tháng 2 năm 2017 là 24,4 tỉ yên, cao hơn 46% so với mức dự báo trước đó là 16,8 tỉ yên. Công ty này cũng nâng mức dự báo kết quả kinh doanh hợp nhất cả năm thêm 42%, từ 33 tỉ lên 47 tỉ yên.
Theo công bố kết quả kinh doanh cho đến quý 3 của Toho vào ngày 16 tháng 1 năm 2017: doanh thu đạt 178,1 tỉ yên, tăng 1,8% so với cùng kì năm trước; lợi nhuận đạt 41,4 tỉ yên, tăng 28,7%; lãi định kỳ đạt 42,5 tỉ yên, tăng 26,2%; lợi nhuận ròng trong quí 3 đạt 28,1 tỉ yên, tăng 34,9% so với cùng kỳ năm trước; cổ tức của năm tài khoá này cũng đạt 32,50 yên, so với mức 17,50 của năm tài khoá trước, và tăng thêm 20 yên so với dự báo ban đầu. Toho dự báo toàn năm tài khoá sẽ đạt 204 tỉ yên doanh thu, 47 tỉ yên lợi nhuận, 48,5 tỉ yên lãi định kỳ, và lợi nhuận ròng của quý sẽ đạt 33 tỉ yên. Báo cáo năm tài khoá 2016 do Toho công bố vào ngày 14 tháng 4 năm 2017, doanh thu thuần của hãng đã tăng 1,8% lên mức kỉ lục 233,5 tỉ yên, lợi nhuận từ hoạt động kinh doanh tăng 23,4% lên mức kỉ lục 50,2 tỉ yên, còn lợi nhuận ròng đã tăng 28,7% lên mức 33,2 tỉ yên. Đây là tác động từ thành công của Your Name và Shin Godzilla. Sau đó, với 1,4 triệu bản DVD và Blu-ray được bán ra, Your Name cũng góp phần vào kỉ lục doanh thu của Toho theo báo cáo tài chính tạm thời giai đoạn đến tháng 8 năm 2017 của công ty này.

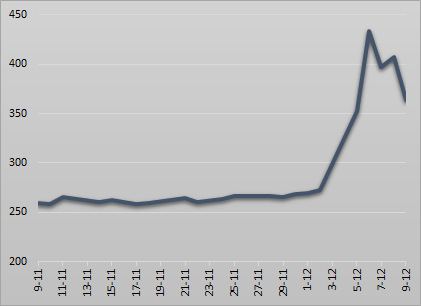
Đồ thị giá cổ phiếu của Global Dining từ ngày 9 tháng 11 đến ngày 9 tháng 12 năm 2016

Nhà hàng Cafe La Boheme chi nhánh Shinjuku Gyoen, quận Shibuya, bối cảnh của nhà hàng Ý trong phim, cho biết lượng khách, cũng như lượng đặt pizza và salad đã tăng vọt nhờ ảnh hưởng từ bộ phim. Cổ phiếu của công ty Global Dining, chủ quản của chuỗi nhà hàng này, ngày 5 tháng 12 năm 2016 đã tăng thêm 80 yên, vọt lên mức 353 yên một cổ phiếu, mức cao nhất kể từ đầu năm. Mức tăng này được cho là nhờ lượng khách "hành hương" đến các nhà hàng tăng đáng kể. Doanh thu từ mỗi khách hàng trong tháng 11 cũng tăng 2,2%, so với mức 0,6% của tháng trước. Trước đó, giá trị cổ phiếu của công ty đầu tư Japan Asian Invesment đã tăng mạnh với thắng lợi của Your Name tại thị trường Trung Quốc vào đầu tháng 12 năm 2016.
Daewon Media, công ty giữ bản quyền xuất bản các ấn phẩm Your Name tại Hàn Quốc, ngày 11 tháng 5 đã thông báo lợi nhuận ròng quý một năm 2017 đã đạt 3,5 tỉ ₩, tăng 147,3% so với cùng kỳ năm trước, trong khi doanh thu hợp nhất và lợi nhuận từ hoạt động kinh doanh đã tăng lần lượt 14,4% và 108,4%, lên mức 26,3 tỉ ₩ và 3,6 tỉ ₩. Công ty này cho rằng Your Name là nguyên nhân chủ yếu của sự tăng trưởng này.

### Du lịch
Bộ phim đã trở thành một hiện tượng, thu hút nhiều người đến thăm các địa điểm xuất hiện trong phim. "Hành hương anime", một loại hình du lịch trước đây chỉ dành người hâm mộ nhiệt thành, nay đã trở nên phổ biến rộng rãi nhờ Your Name. Thành phố nhỏ Hida, nơi truyền cảm hứng cho nhiều cảnh trong phim, đã trở thành một địa danh thu hút khách du lịch. CCTV cho biết tính đến tháng 12 đã có khoảng 750.000 khách du lịch đến thăm thành phố này kể từ khi phim ra mắt. Ngành du lịch của thành phố đã thu về 18,5 tỉ yên tính đến cuối tháng 11 nhờ sự thành công của bộ phim. Từ tháng 8 năm 2016 đến tháng 3 năm 2017 đã có 63.000 khách hành hương tại các thánh địa hoạt hình ở thành phố này. Trong tháng 8 năm 2017 đã có 14.503 lượt khách hành hương đến thành phố này, đánh dấu tháng có số lượng khách tham quan đông nhất kể từ khi phim ra mắt tròn một năm trước đó. Thư viện thành phố Hida, một địa điểm được sử dụng làm bối cảnh phim, tận dụng sự phổ biến của Your Name – Tên cậu là gì? bằng cách cho phép du khách chụp hình trong sảnh, với điều kiện họ thêm chú thích "Tôi đã thăm thư viện thành phố Hida" khi đăng lên mạng xã hội. Thành phố cũng tổ chức những tour du lịch hành hương dành cho fan hâm mộ đến thăm thành phố. 3000 thùng Kuchikamizake, một loại rượu sake đặc biệt có góp mặt trong phim, với phiên bản giới hạn đã được bán hết sạch gần như ngay lập tức. Hàng ngày có từ 30-40 người đến thăm nhà ga Hida-Furukawa vào thời điểm đoàn tàu cập bến ở sân ga số 2, như một cảnh phim miêu tả. Còn tại quận Shinjuku, Tokyo, hàng chục người xếp hàng để chụp hình tại cầu thang gần đền Suga, nơi người hâm mộ tin rằng là bối cảnh của cảnh cuối trong phim. Nghệ thuật làm dây bện Kumihimo của thành phố Iga cũng gây chú ý sau khi bộ phim ra mắt, và thành phố Hida đã phối hợp với thành phố Iga tổ chức chương trình trải nghiệm tận tay hình thức nghệ thuật này tại trung tâm Văn hoá dân gian Furukawa. Theo Rocketnews24, doanh số của các cửa hàng bán dây Kumihimo cũng tăng vọt kể từ tháng 9, sau khi phim công chiếu. Cơ quan du lịch thành phố Hida dự đoán số người tham dự lễ hội Furukawa lần thứ 19 sẽ tăng thêm 6000 người, nhờ tác động của Your Name, cũng như nhờ việc UNESCO công nhận lễ hội này là di sản văn hoá phi vật thể hồi tháng 12 năm 2016. Chuỗi cửa hàng cà phê Your Name ở Tokyo, Osaka, Nagoya và các thành phố lớn đã thu hút khoảng 90.000 lượt khách, thu về 200 triệu yên doanh thu.
Tuy nhiên, sự ồn ào của du khách vào buổi sớm cũng làm cho nhiều cư dân địa phương phàn nàn, khiến cho đoàn làm phim phải lên tiếng kêu gọi người hâm mộ giữ ý thức khi tham quan. Bên cạnh đó, công ty phát hành Toho từ chối cho phép chính quyền thành phố Hida sử dụng trực tiếp bộ phim trong các chiến dịch quảng bá du lịch của mình vì lý do bản quyền.
Trước lượng du khách tăng vọt nhờ các phim hoạt hình, trong đó có Your Name – Tên cậu là gì?, chính quyền tỉnh Gifu đã thành lập nhóm nghiên cứu với sự tham gia của các bảy thành phố Hida, Gifu, Ōgaki, Ena, Gero, Tajimi, Minokamo và thị trấn Wanouchi mang tên Liên hiệp Thánh địa Hoạt hình Gifu (ぎふアニメ聖地連合 Gifu anime seichi rengō) do thị trưởng thành phố Hida Tsuzuku Junya làm chủ tịch để trao đổi thông tin và tiếp tục phát huy sự hấp dẫn của tỉnh này đối với du khách. Trước đó, với sự tài trợ của cơ quan Cool Japan Initiative trực thuộc nội các Nhật Bản, Hiệp hội Du lịch Anime sẽ mở các chuyến hành hương miễn phí cho du khách nước ngoài đến các địa điểm có thật trong phim, từ vùng Hida đến Tokyo. Hình thức du lịch hành hương vươn đến tận Hàn Quốc với việc công ty du lịch Hanatour tại đất nước này mở các tour du lịch Nhật Bản trong tháng hai và ba để tham qua và trải nghiệm những địa điểm trong phim. Hãng hàng không giá rẻ Air Seoul, hãng duy nhất tại Hàn Quốc cung cấp các chuyến bay đến sân bay của tỉnh Toyama – là nơi gần nhất để di chuyển đến tỉnh Gifu, cho biết họ sẽ tăng cường các chuyến bay đến địa điểm này do nhu cầu của hành khách tăng cao đáng kể nhờ Your Name. Chinaqw dẫn số liệu của phòng Du lịch và Thương mại thành phố Hida cho biết trong lễ hội mùa xuân 2017 diễn ra từ ngày 25 tháng 1 đến ngày 3 tháng 2 đã có 566 du khách nước ngoài tham dự, với 80% trong số đó đến vì Your Name. Trong số này có 486 người đến từ Trung Quốc, Hồng Kông và Đài Loan. Theo dự đoán, lượng du khách từ Trung Quốc đến thăm các địa điểm trong phim sẽ tăng trong thời gian tới. Theo báo cáo của Cơ quan Du lịch Nhật Bản (NTA), lượng du khách Hàn Quốc đến Nhật Bản ước tính sẽ đạt khoảng 7 triệu, vượt xa mức 5,09 triệu của năm trước, nhờ vào sự chú ý của người dân nước này với các phim Nhật Bản sau sự thành công của Your Name.

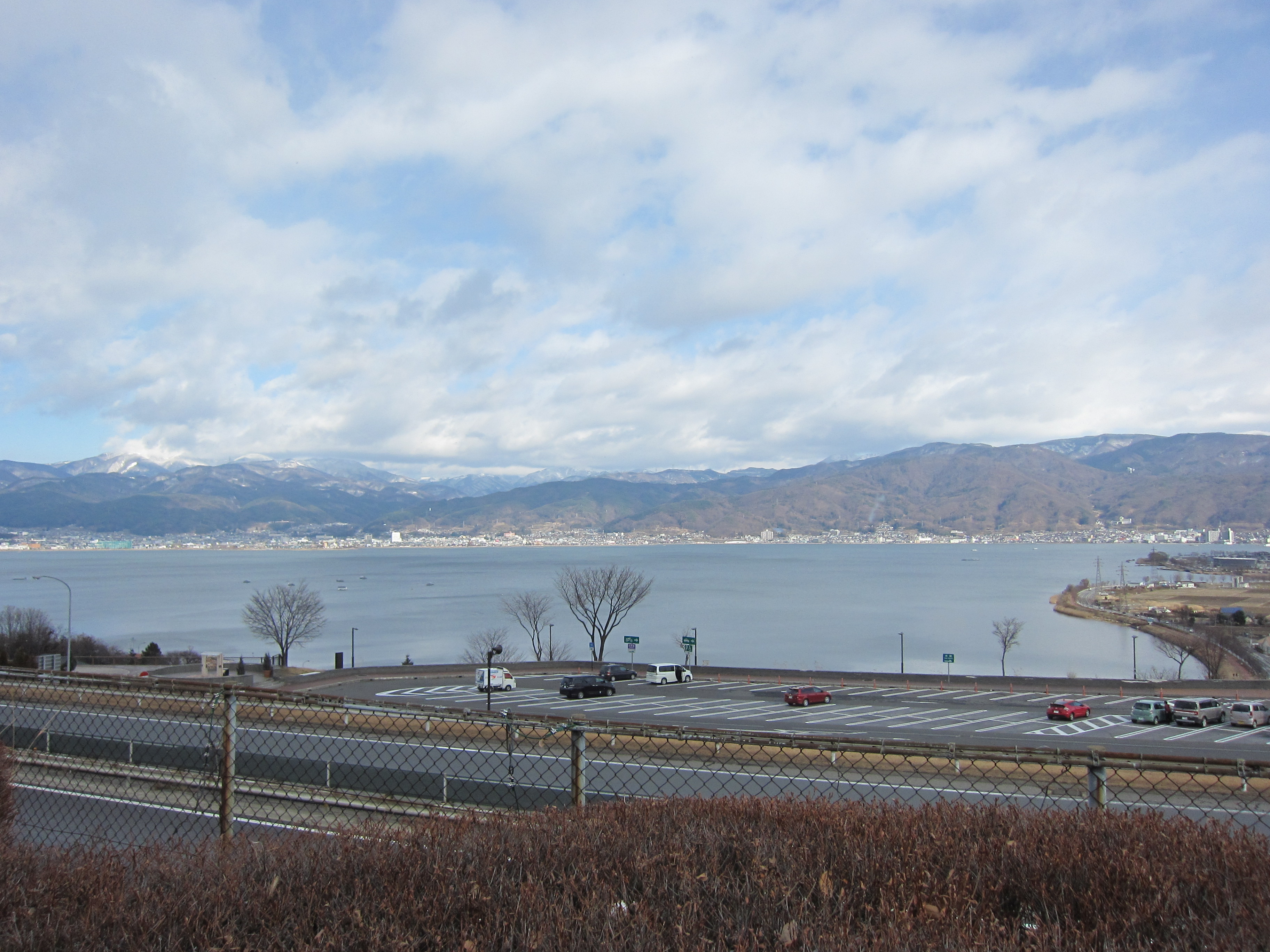
Hồ Suwa
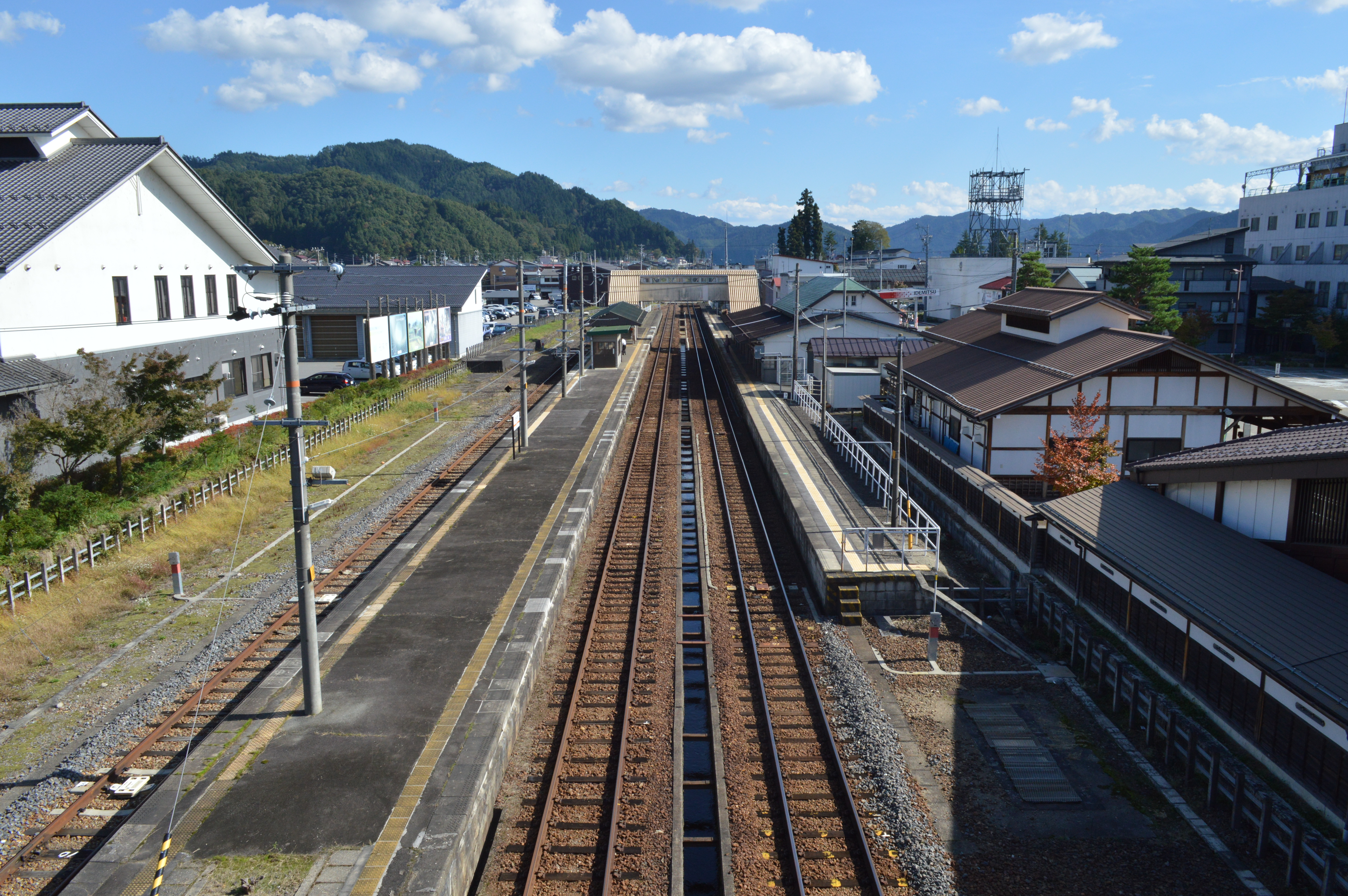
Nhà ga Hida-Furukawa
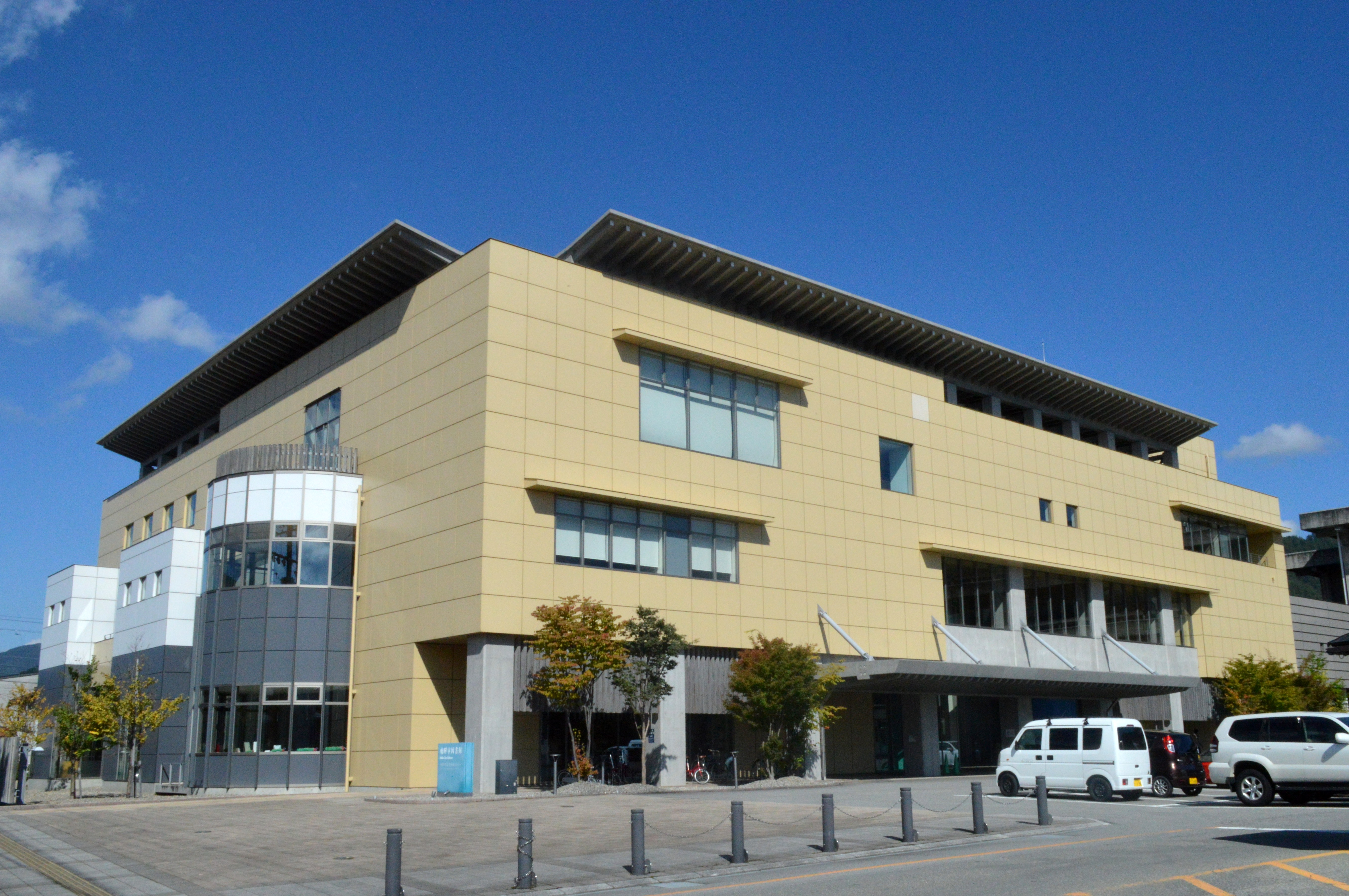
Thư viện thành phố Hida
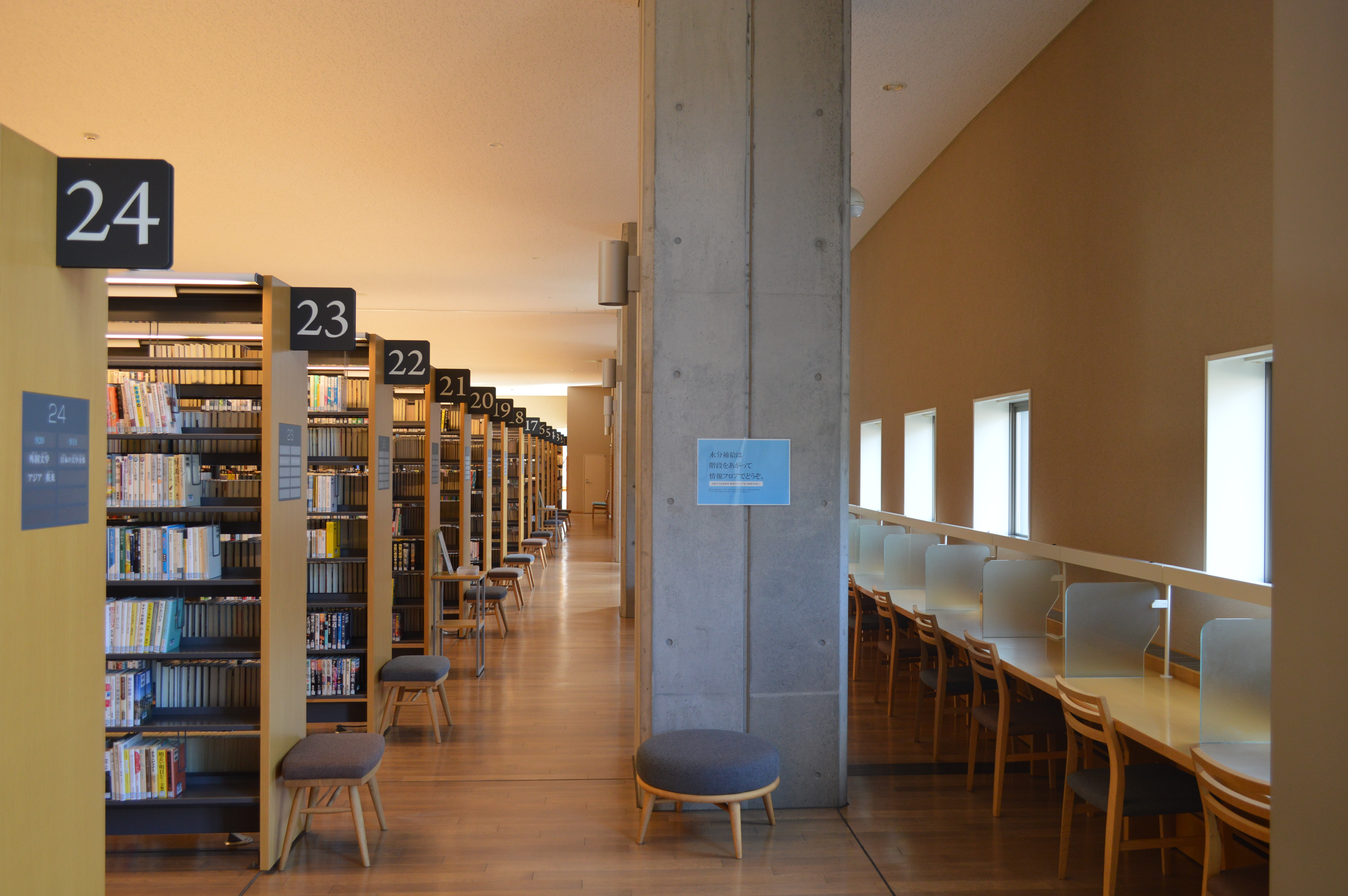
Thư viện thành phố Hida
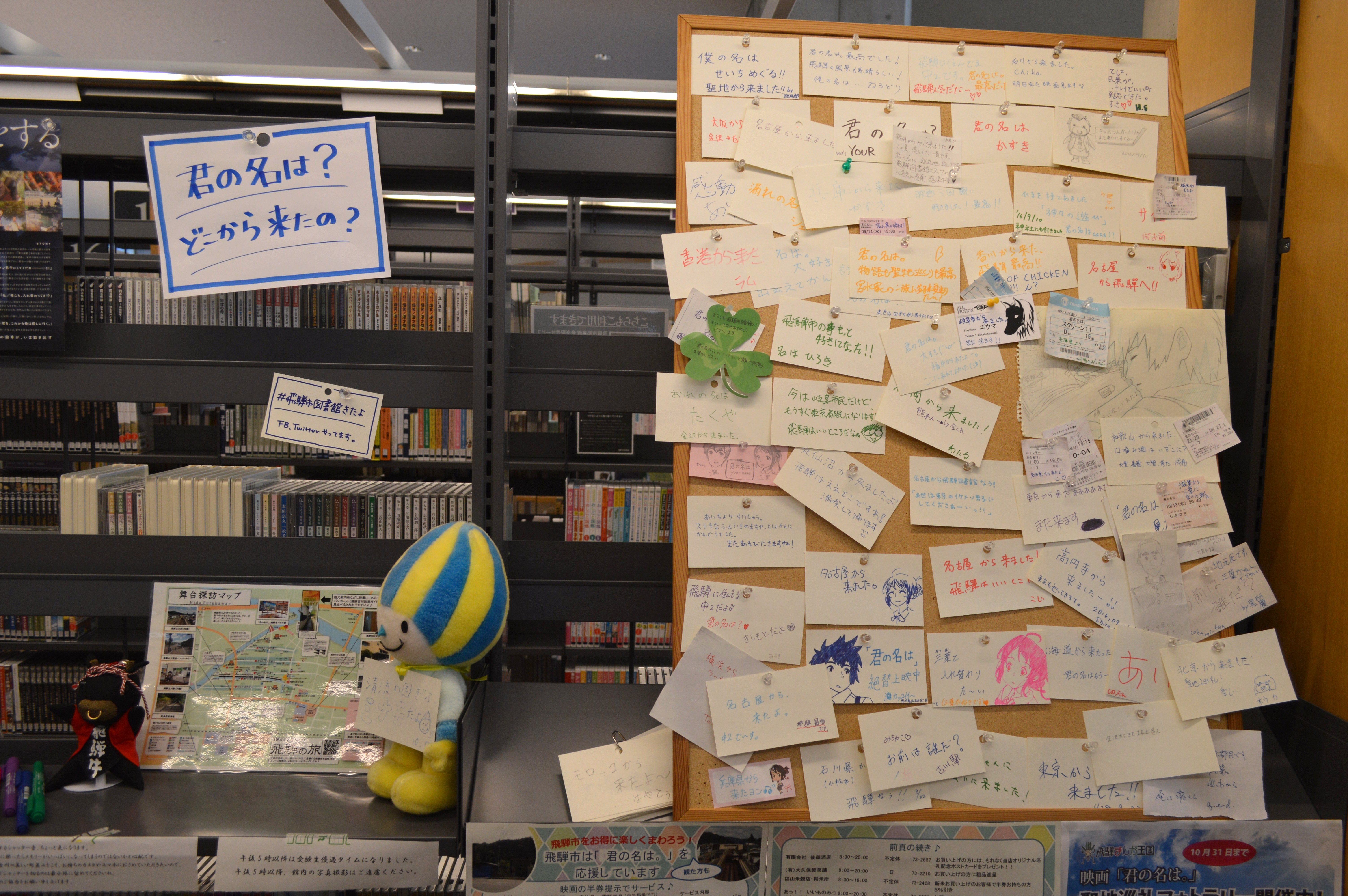
Khu vực "Your Name" tại Thư viện thành phố Hida
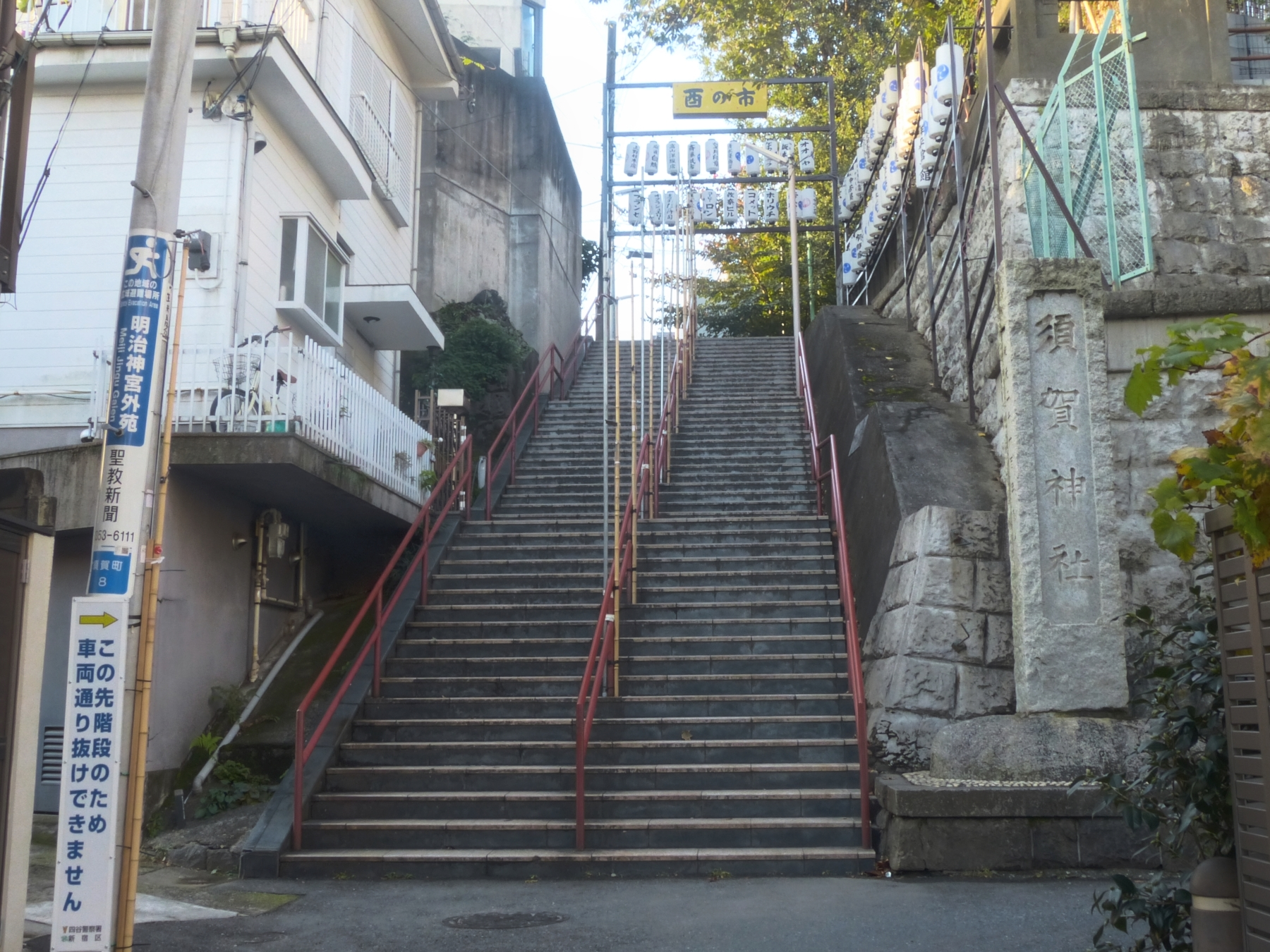
Cầu thang đền Suga
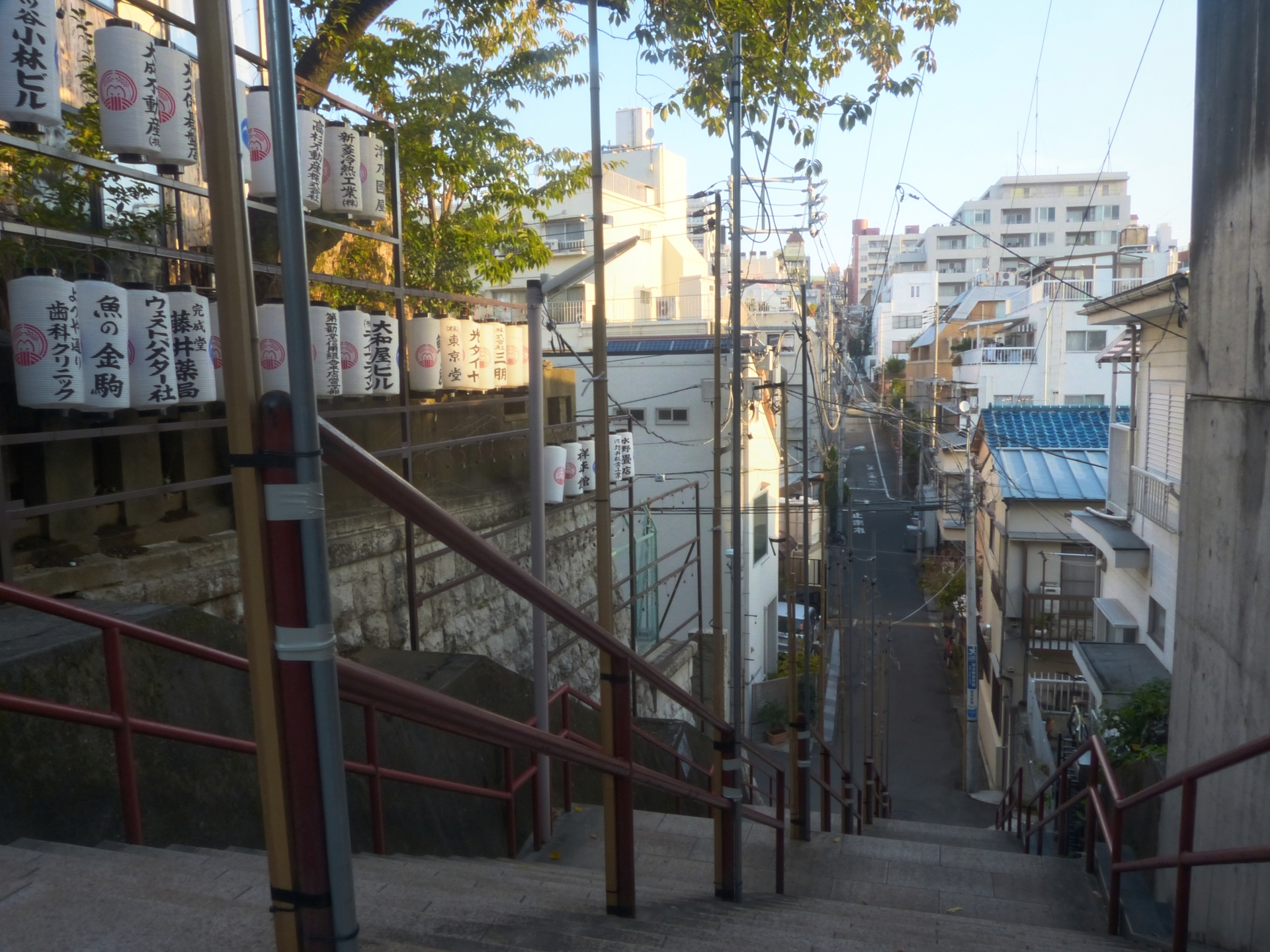
Cầu thang đền Suga
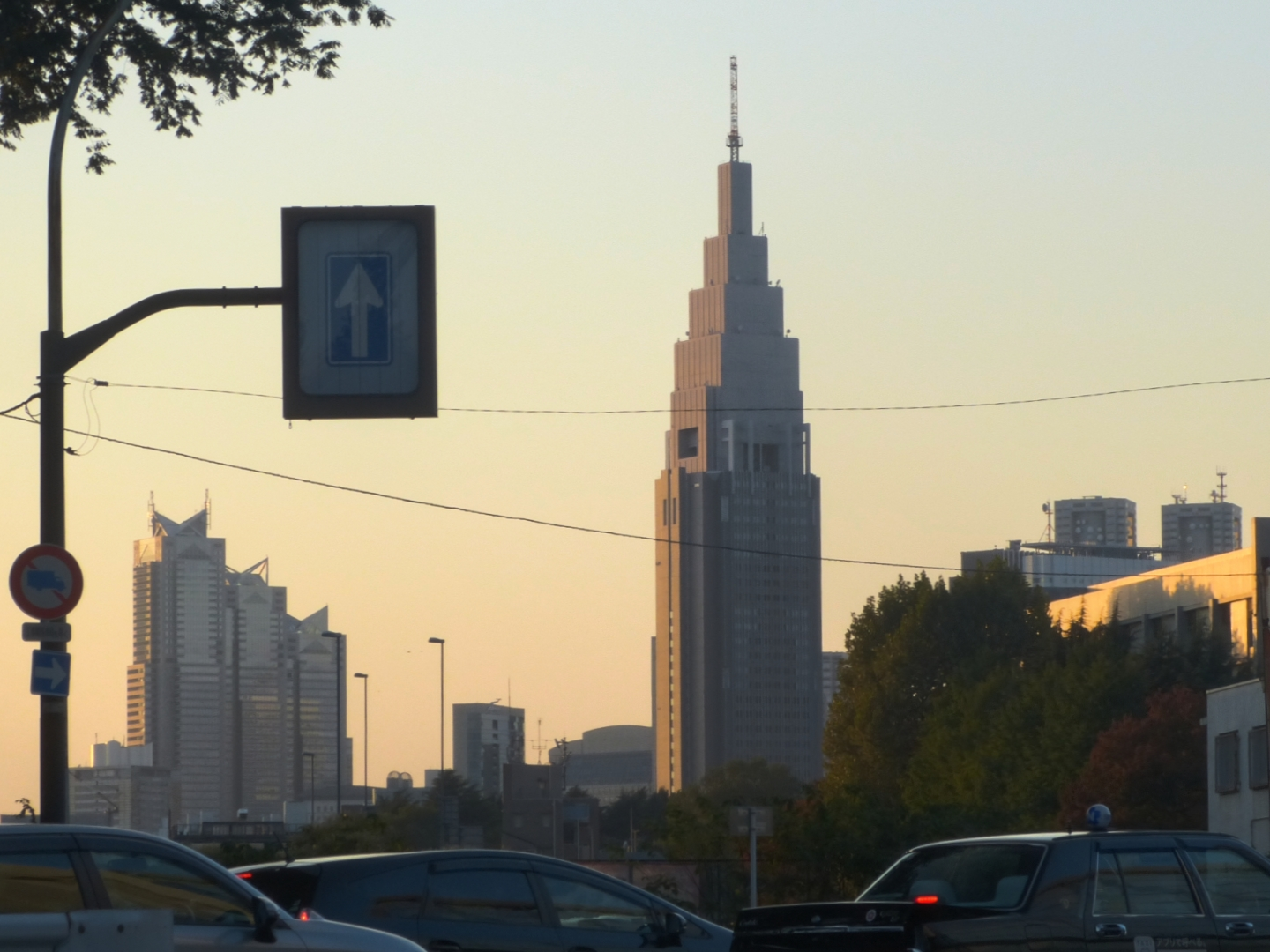
Toà nhà NTT Docomo Yoyogi
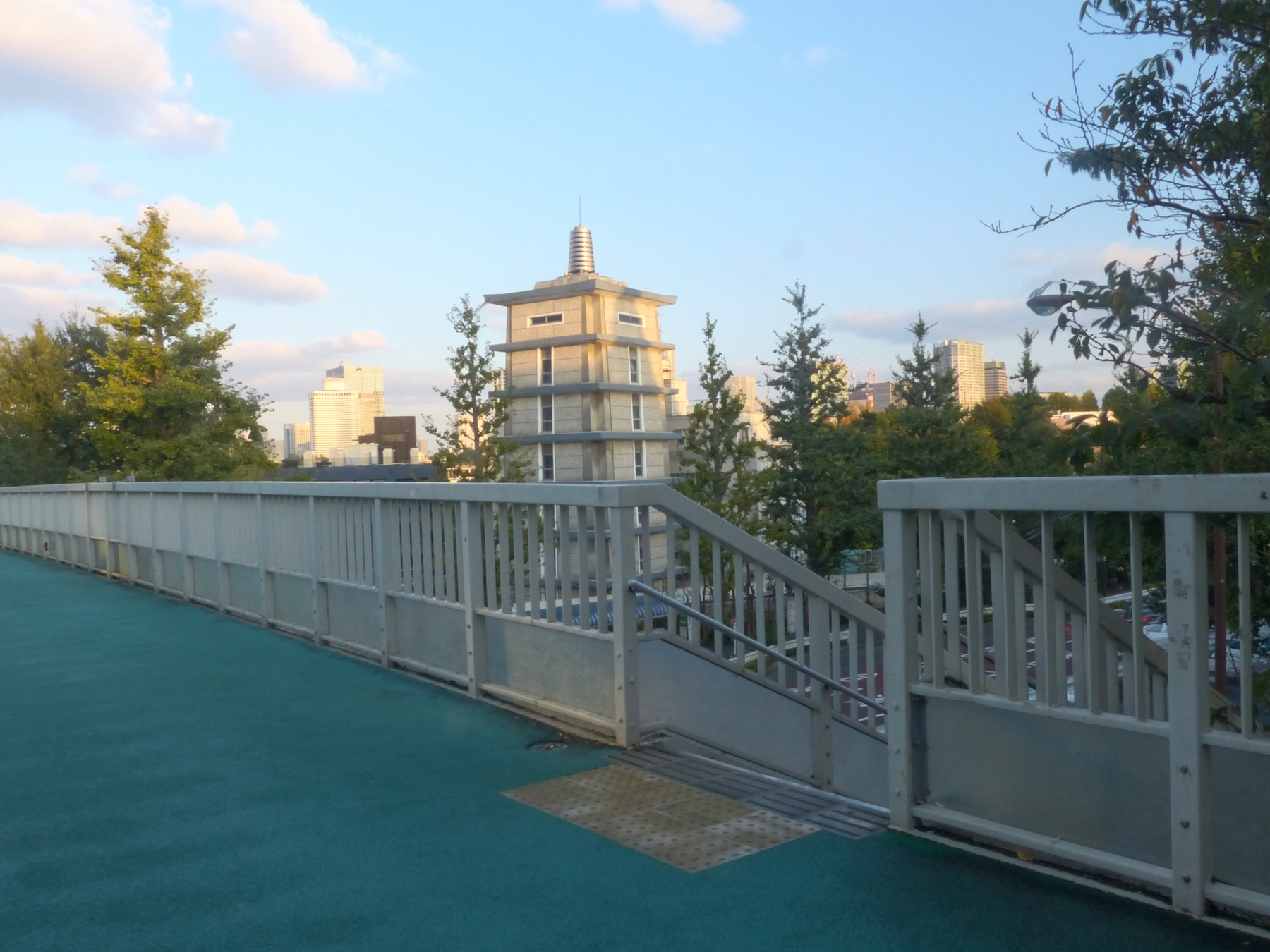
Cầu đi bộ Shinanomachi
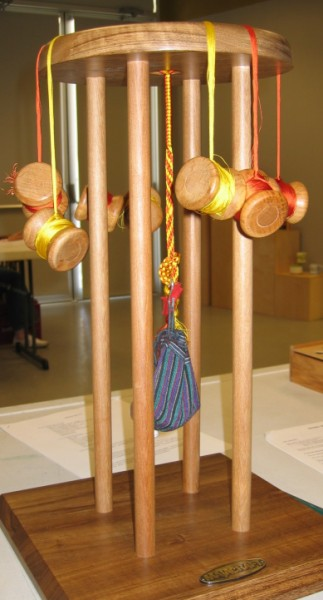
Một chiếc bàn làm dây bện Kumihimo

### Tác phẩm khác của Shinkai Makoto

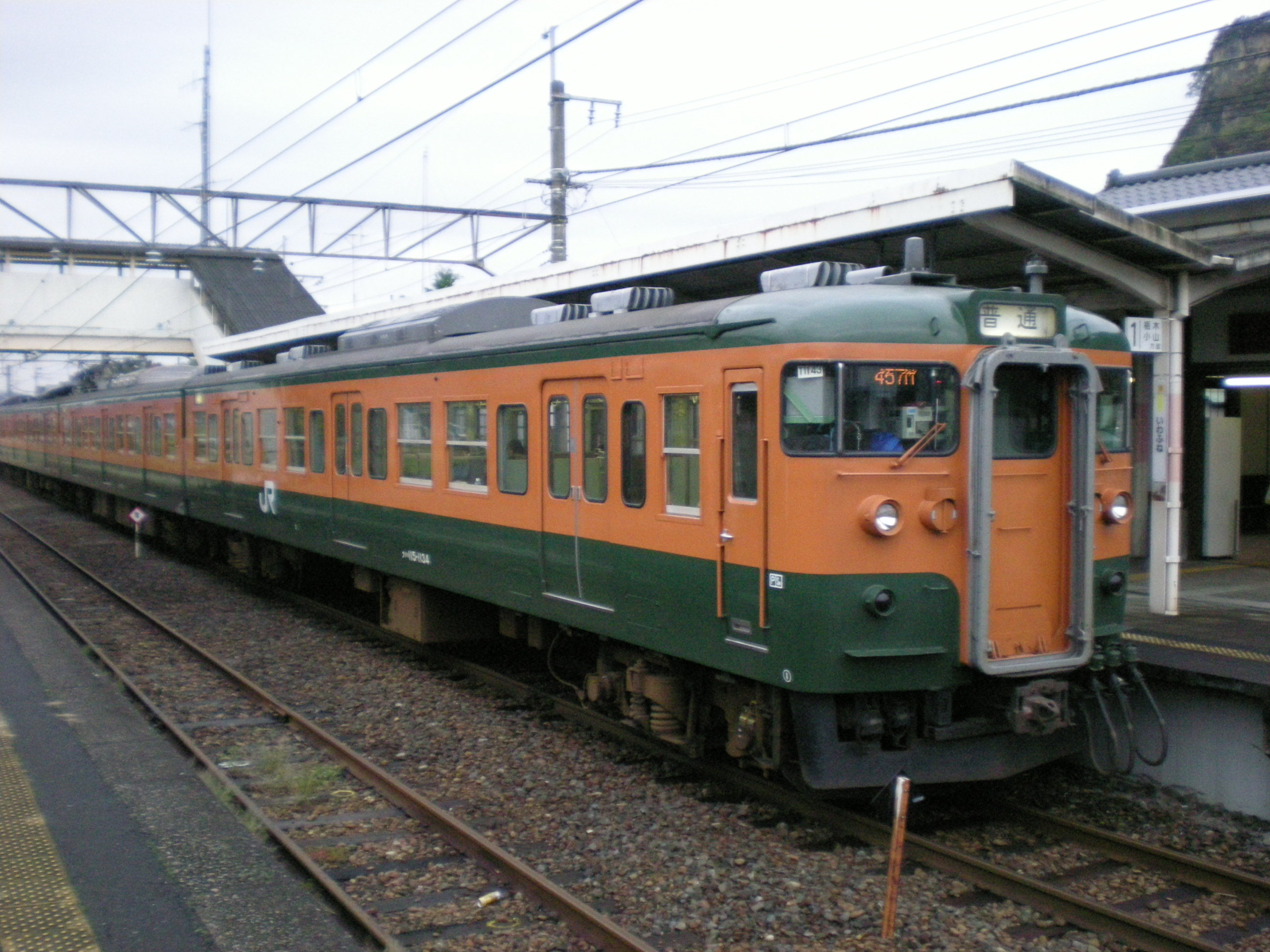
Nhà ga Iwafune, nơi trở thành một địa điểm du lịch nhờ vào bộ phim

Bộ phim đã làm dấy lên sự quan tâm đối với các tác phẩm khác của Shinkai Makoto. Từ ngày 4 tháng 9 năm 2016 ba tác phẩm trước đây của Shinkai Makoto là Vườn ngôn từ, 5 Centimet trên giây và Những đứa trẻ đuổi theo tinh tú đã được phát sóng trên dịch vụ xem truyền hình trực tuyến AbemaTV nhân dịp Your Name – Tên cậu là gì? làm bùng nổ phòng vé tại Nhật Bản. 5 Centimet trên giây được phát sóng trong chương trình đặc biệt chào mừng sự thành công của Your Name – Tên cậu là gì?  trực tiếp qua dịch vụ LINE LIVE vào ngày 10 tháng 9 năm 2016 với sự xuất hiện của đạo diễn Makoto. Bộ phim này cũng đã được trình chiếu miễn phí trên màn ảnh ngoài trời tại bảo tàng Quốc gia Tokyo vào hai đêm 14 và 15 tháng 10. Bên kia đám mây, nơi ta hẹn ước được chiếu vào ngày 17 tháng 9 năm 2016 trên đài BS11 để chào mừng Your Name. Brillia Short Shorts Theater, một rạp chuyên về phim ngắn ở Yokohama, đã tổ chức công chiếu 5 Centimet trên giây từ ngày 17 đến ngày 25 tháng 12 nhân dịp Noel. Nhiều rạp chiếu phim khác, bao gồm Forum Nasushiobara ở thành phố Nasushiobara, cũng đã có các suất chiếu đặc biệt dành các tác phẩm trước của Shinkai. Để chào mừng việc Your Name được phát sóng lần đầu tiên trên đài WOWOW, 4 phim của Shinkai Makoto cũng sẽ được đài này chiếu kèm theo trong cùng ngày 4 tháng 11.
Tại nước ngoài, các phim trước đây của Shinkai Makoto cũng được trình chiếu tại nhiều sự kiện, bao gồm các suất chiếu của Jeonju Digital Independent Cinema tại Hàn Quốc, chương trình giao lưu văn hoá Nhật – Brazil "Mostra de Cinema Japonês: Especial Anime de Makoto Shinkai" tại bảo tàng Casa das Rosas ở São Paulo, sự kiện "Projection d'Animes Japonais du réalisateur Makoto Shinkai" ở Rabat, Maroc. Nhờ sự thành công của Your Name tại Ý, nhà phát hành Nexo Anime còn quyết định cho công chiếu Bên kia đám mây, nơi ta hẹn ước lần đầu tiên tại nước này trong hai ngày 11 và 12 tháng 4 năm 2017. Sau khi phiên bản lồng tiếng của Your Name được ra mắt tại Hàn Quốc, 5 Centimet trên giây bản tiếng Hàn cũng sẽ được công chiếu tại nước này vào ngày 26 tháng 10 năm 2017.
Bên cạnh những địa điểm trực tiếp có mặt trong phim, sự phổ biến của Your Name – Tên cậu là gì? còn thu hút du khách đến những địa điểm khác từng xuất hiện trong các phim trước của Shinkai, như nhà ga Iwafune ở thành phố Tochigi, vốn từng xuất hiện trong 5 Centimet trên giây. Trang web của hiệp hội du lịch Tochigi đã đăng bài viết trên trang chủ giới thiệu mối quan hệ giữa bộ phim và nhà ga, với lượng người đọc tăng gấp 1,5 lần bình thường.

## Các chuyển thể
Your Name là thương hiệu truyền thông bán chạy thứ hai tại Nhật Bản trong năm 2017, với doanh thu đĩa Bluray, đĩa DVD, đĩa nhạc CD, tiểu thuyết và manga đạt 6.532.421.094 yên, bám sát thương hiệu đứng đầu là One Piece. Trước đó một năm, thương hiệu này xếp thứ 17 khi thu về 2.703.360.132 yên trong năm 2016.

### Tiểu thuyết
Cuốn tiểu thuyết cùng tên do chính Shinkai Makoto chấp bút và được nhà xuất bản Kadokawa Tsubasa Bunko phát hành vào ngày 18 tháng 6, đã bán được 1.029.000 bản tính đến ngày 20 tháng 9. Đây là light novel bán chạy nhất tại Nhật trong năm 2016 theo Oricon, với tổng cộng 1.196.994 bản đã được bán ra. Sang năm 2017, tiểu thuyết này vẫn tiếp tục thống trị bảng xếp hạng khi bán thêm được 316.193 bản.
Ngoài ra còn có tiểu thuyết ngoại truyện của nhà xuất bản Kadokawa Sneaker Bunko mang tên Your Name. Another Side: Earthbound (君の名は。 Another Side: Earthbound Kimi no Na wa. Another Side: Earthbound) do Arata Kanoh viết, Asahikawa Hiyori và Tanaka Masayoshi vẽ bìa, phát hành tại Nhật vào ngày 1 tháng 8, 2016. Tính đến ngày 20 tháng 10, tiểu thuyết này đã bán được 207.000 bản. Tiểu thuyết này xếp hạng 5 trong số những cuốn tiểu thuyết bán chạy nhất Nhật Bản năm 2016, khi bán ra tổng cộng 282.826 bản.
Sau khi được xuất bản tại thị trường Hàn Quốc, Your Name. và Your Name. Another Side: Earthbound lần lượt chiếm vị trí 1 và 2 trong bảng xếp hạng sách bán chạy trong tuần. Tại Ý, tiểu thuyết Your Name. được xuất bản ngày 19 tháng 1 năm 2017 với tên Your Name và đã nhanh chóng lọt vào top 50 sách bán chạy nhất của Lafeltrinelli. Cả hai cuốn tiểu thuyết đã được công ty IPM xuất bản tại Việt Nam.
| Tựa đề                             | Xuất bản tại         | Ngày phát hành       | Nhà xuất bản                          | ISBN                   | Nguồn           |
| ---------------------------------- | -------------------- | -------------------- | ------------------------------------- | ---------------------- | --------------- |
| Your Name.                         | Nhật Bản             | 18 tháng 6 năm 2016  | Kadokawa Tsubasa Bunko                | ISBN 978-4-04-102622-9 | [ 631 ]         |
| Your Name.                         | Đài Loan · Hồng Kông | 15 tháng 12 năm 2016 | Taiwan Kadokawa (Đài Loan Giác Xuyên) | ISBN 978-986-473-454-2 | [ 632 ]         |
| Your Name.                         | Trung Quốc           | 5 tháng 1 năm 2017   | Baihuazhou (Bách Hoa Châu)            | ISBN 978-7-5500-2010-8 | [ 633 ]         |
| Your Name.                         | Hàn Quốc             | 17 tháng 1 năm 2017  | Daewon C.I.                           | ISBN 979-1-1334-4005-4 | [ 634 ]         |
| Your Name.                         | Ý                    | 19 tháng 1 năm 2017  | Edizioni BD                           | ISBN 978-8-8688-3979-6 | [ 635 ] [ 636 ] |
| Your Name.                         | Việt Nam             | 26 tháng 5 năm 2017  | IPM                                   | ISBN 978-604-954-035-6 | [ 630 ]         |
| Your Name. Another Side:Earthbound | Nhật Bản             | 1 tháng 8 năm 2016   | Kadokawa Sneaker Bunko                | ISBN 978-4-04-104659-3 | [ 626 ]         |
| Your Name. Another Side:Earthbound | Đài Loan · Hồng Kông | 15 tháng 12 năm 2016 | Taiwan Kadokawa (Đài Loan Giác Xuyên) | ISBN 978-986-473-456-6 | [ 637 ]         |
| Your Name. Another Side:Earthbound | Hàn Quốc             | 15 tháng 1 năm 2017  | Daewon C.I.                           | ISBN 979-113-343-790-0 | [ 638 ]         |
| Your Name. Another Side:Earthbound | Việt Nam             | 26 tháng 5 năm 2017  | IPM                                   | ISBN 978-674-954-807-9 | [ 630 ]         |

### Manga
Loạt manga cùng tên dựa trên nguyên tác của Shinkai Makoto, vẽ bởi họa sĩ Kotone Ranmaru, được phát hành trên tạp chí Monthly Comic Alive thuộc nhà phát hành Kadokawa. Tập đầu tiên được phát hành vào ngày 23 tháng 8 năm 2016. Tập 1 của manga đã bán được 160.000 bản.
Loạt truyện đã được Yen Press mua bản quyền và phát hành bản tiếng Anh. Hai tập của manga xếp ở vị trí 13 và 19 trong bảng xếp hạng sách bán chạy trong tuần tại Hàn Quốc.
| Tựa đề         | Số tập | Ngày phát hành       | ISBN                   | Nguồn   |
| -------------- | ------ | -------------------- | ---------------------- | ------- |
| Kimi no Na wa. | 1      | 23 tháng 8 năm 2016  | ISBN 978-4-04-068509-0 | [ 640 ] |
| Kimi no Na wa. | 2      | 23 tháng 12 năm 2016 | ISBN 978-4-04-068591-5 | [ 641 ] |
| Kimi no Na wa. | 3      | 22 tháng 4 năm 2017  | ISBN 978-4-04-069170-1 | [ 642 ] |

Manga Kimi no Na wa. Another Side Earthbound chuyển thể từ tiểu thuyết cùng tên do Nakamura Junya thể hiện đã được xuất bản trên ứng dụng truyện tranh Cycomi của Cygames từ ngày 25 tháng 7 năm 2017.
| Tựa đề                                 | Số tập | Ngày phát hành      | ISBN                   |
| -------------------------------------- | ------ | ------------------- | ---------------------- |
| Kimi no Na wa. Another Side Earthbound | 1      | 23 tháng 2 năm 2018 | ISBN 978-4-04-069649-2 |

### Ấn phẩm khác
Cuốn sách thiếu nhi cùng tên Kimi no Na wa. do Chico minh họa đã được xuất bản vào ngày 15 tháng 8. Tính đến ngày 20 tháng 10, sách đã bán được 159.000 bản. Trong bảng xếp hạng light novel bán chạy nhất mỗi năm, cuốn tiểu thuyết này xếp hạng 6 trong năm 2016 với 220.667 bản, và xếp hạng 7 trong năm 2017 với 184,833 bản. Shinkai Makoto Kantoku sakuhin Kimi no Na wa. (新海誠監督作品 君の名は。 公式ビジュアルガイド Cẩm nang thị giác về Your Name – Tên cậu là gì? của đạo diễn Makoto) được xuất bản vào ngày 27 tháng 8, và đã bán được 115.000 bản tính đến ngày 20 tháng 10. Cuốn cảm nang này xếp thứ 6 trong bảng xếp hạng tuần khi xuất bản tại Hàn Quốc. Ngày 28 tháng 7 năm 2017, sách Shinkai Makoto kantoku sakuhin Kimi no Na wa. Bijutsu gashū (新海誠監督作品 君の名は。美術画集 Artbook của đạo diễn phim Your Name – Tên cậu là gì? Shinkai Makoto) đã được phát hành, với khoảng 200 ảnh cùng lời bình của nhóm sản xuất, cũng như những bài phỏng vấn với đội ngũ hình ảnh.
| Tựa đề                                                      | Xuất bản tại | Ngày phát hành      | ISBN                   | Nguồn           |
| ----------------------------------------------------------- | ------------ | ------------------- | ---------------------- | --------------- |
| Kimi no Na wa. (sách thiếu nhi)                             | Nhật Bản     | 15 tháng 8 năm 2016 | ISBN 978-4-04-631641-7 | [ 644 ]         |
| Shinkai Makoto Kantoku sakuhin Kimi no Na wa.               | Nhật Bản     | 27 tháng 8 năm 2016 | ISBN 978-4-04-104780-4 | [ 645 ]         |
| Shinkai Makoto Kantoku sakuhin Kimi no Na wa.               | Hàn Quốc     | 25 tháng 1 năm 2017 | ISBN 979-1-13-344178-5 | [ 647 ]         |
| Shinkai Makoto kantoku sakuhin Kimi no Na wa. Bijutsu gashū | Nhật Bản     | 28 tháng 7 năm 2017 | ISBN 978-4-75-801564-6 | [ 646 ] [ 648 ] |

### Phim live-action
Shinkai Makoto tiết lộ ông đã nhận được những lời đề nghị từ Hollywood để chuyển thể Your Name thành phim người đóng, tuy nhiên đạo diễn cho biết ông không có ý định làm lại tác phẩm của mình dưới hình thức khác. Nhà phân phối Toho cũng đã bác bỏ tin đồn về việc chuyển thể Your Name thành phim truyền hình Hàn Quốc.
Vào ngày 27 tháng 9 năm 2017, Paramount Pictures thông báo kế hoạch chuyển thể Your Name thành phim live-action. Toho sẽ là đơn vị phát hành phim tại Nhật Bản. Phim được sản xuất bởi hãng phim Bad Robot Productions, cùng với sự tham gia của nhà biên kịch Eric Heisserer. Vào tháng 2 năm 2019, Marc Webb đã được chọn làm đạo diễn của bộ phim. Nội dung của phim sẽ lấy bối cảnh văn hóa phương Tây, nói về một cô gái người Mỹ bản địa sống tại vùng nông thôn và một chàng trai đến từ Chicago, khi mà cả hai đều khám phá ra năng lực hoán đổi thân thể cho nhau. Tháng 9 năm 2020, Lee Isaac Chung được chọn để đảm nhận vị trí đạo diễn và biên kịch, thay thế hai người trước đó. J. J. Abrams và Kawamura Genki sẽ phụ trách sản xuất. Vào tháng 7 năm 2021, Chung rời khỏi dự án vì xung đột trong lịch trình, buộc đội ngũ sản xuất phim phải tìm người thay thế. Tháng 10 năm 2022, vai trò đạo diễn và biên kịch được trao cho Carlos López Estrada.

### Hòa tấu
Chương trình "Untitled Concert" của đài TV-Asahi phát sóng ngày 8 tháng 1 đã biểu diễn bản hòa tấu mang tên Kimi no Na wa. Shinkai Makoto (君の名は。　新海誠) dài 6 phút, kết hợp 4 bài hát trong phim là "Yumetōrō", "Zenzenzense", "Sparkle" và "Nandemonaiya". Buổi hòa nhạc có sự hiện diện của đạo diễn Makoto.

### Đồ trang sức
Các mặt hàng trang sức có mô-típ "sao chổi Tiamat", ngôi sao chổi xuất hiện trong phim, đã được chào bán trên Premium Bandai, trang web bán hàng trực tuyến chính thức của Bandai. Các bộ trang sức bao gồm "Kimi no Na Wa. × THE KISS × BANDAI Pierce" (『君の名は。』×THE KISS×BANDAI ピアス "Kimi no Na Wa." ×THE KISS×BANDAI piasu) và "Kimi no Na Wa. × THE KISS × BANDAI Earrings" (『君の名は。』×THE KISS×BANDAI イヤリング "Kimi no Na Wa." ×THE KISS×BANDAI iyaringu). Đây là những sản phẩm nằm trong dự án hợp tác với hãng nữ trang The Kiss, chế tạo từ hai loại khoáng vật tự nhiên, thạch anh màu hồng và hoàng ngọc màu xanh dương. Các sản phẩm sẽ có phiên bản mạ vàng và mạ bạc.
Hãng Ponte Vecchio cũng cho phát hành dây chuyền "Ponte Vecchio × Kimi no Na Wa." (Ponte Vecchio×「君の名は。) có chủ đề Your Name tại các trung tâm thương mại Matsuya Ginza từ ngày 8 tháng 3 năm 2017, với mặt dây chuyền làm từ các loại đá có màu sắc giống như cảnh hoàng hôn trong phim.

### Sản phẩm khác

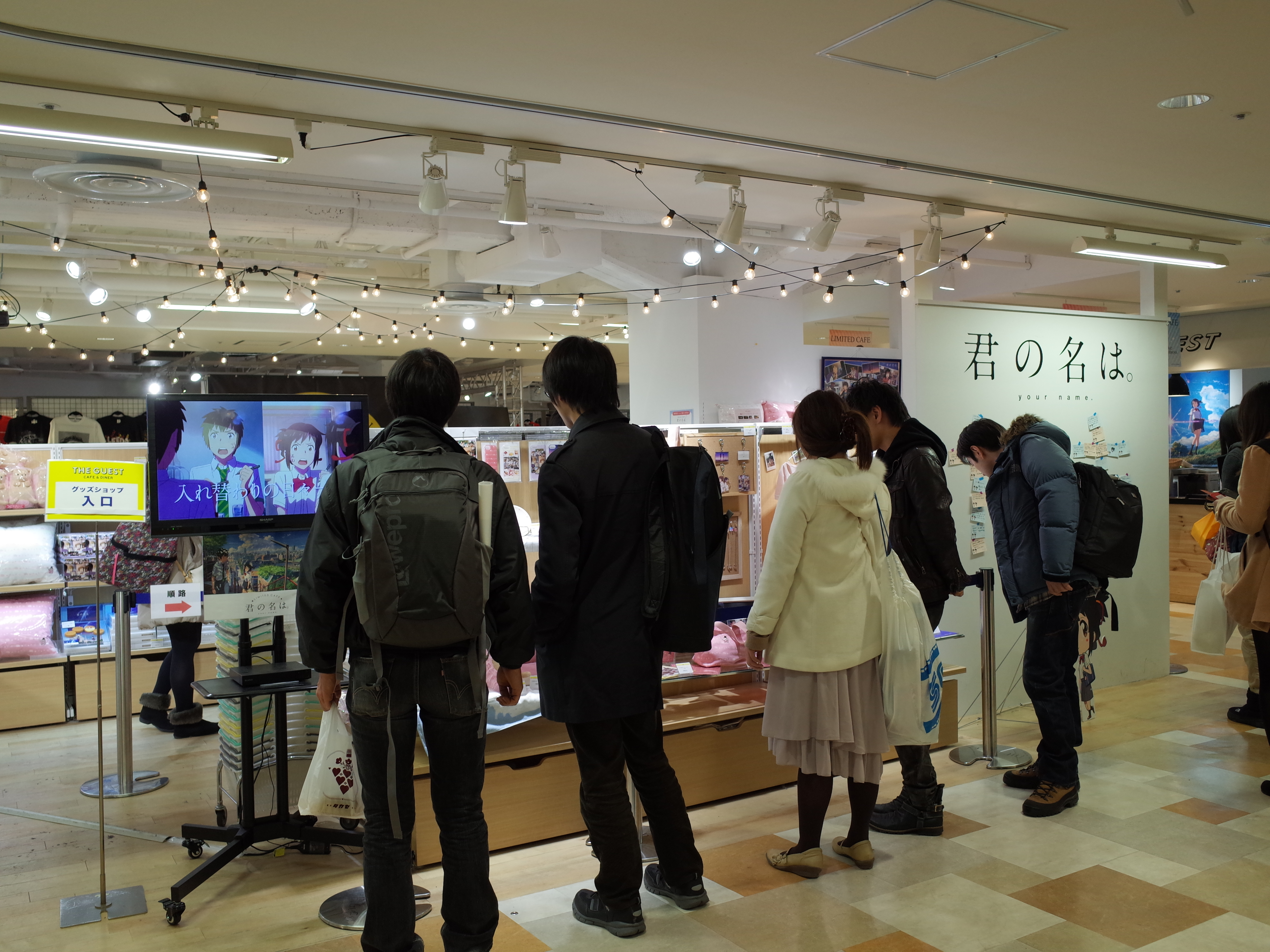
Một gian hàng trưng bày các sản phẩm Your Name tại Nhật Bản

Để kỉ niệm 30 năm công ty đường sắt JR Central, hệ thống thẻ thông minh TOICA sẽ phát hành những thẻ đặc biệt có in hình ảnh các đoàn tàu Shinkansen trong phim trên thẻ. Còn Lawson Inc. sẽ phát hành các thẻ trả trước Osaifu Ponta phiên bản Your Name – Tên cậu là gì? từ ngày 15 tháng 1 đến ngày 28 tháng 2 năm 2017. Sổ tay có chủ đề Your Name cũng sẽ được chuỗi cửa hàng bán lẻ này phân phối thông qua chương trình khuyến mãi từ ngày 15 đến ngày 27 tháng 2. Hiệp hội du lịch Hida đã cho sản xuất các túi đựng độ kích cỡ giấy A4 thiết kế theo phim. Vào tháng 7 năm 2017, Sega Toys sẽ trình làng thiết bị cung thiên văn tại gia "HOMESTAR Kimi no Na Wa." (HOMESTAR 君の名は。) nằm trong dòng sản phẩm HOMESTAR. Thiết bị này sẽ phát lên trần nhà của người sử dụng hình ảnh phân cảnh hai nhân vật chính gặp nhau dưới bầu trời sao cùng với ngôi sao chổi, đi kèm các bản nhạc trong phim. Tổng cộng có hơn 400 sản phẩm các loại liên quan đến Your Name đã được sản xuất.